# 24 Heures du Mans
Pour les articles homonymes, voir 24 Heures du Mans (homonymie).
Les 24 Heures du Mans sont une compétition automobile d'endurance d'une durée de 24 heures, se déroulant en juin (généralement la vingt-quatrième semaine de l'année) sur le circuit des 24 Heures, un circuit routier du sud de la ville du Mans qui emprunte une section du circuit Bugatti. Cette épreuve, existant depuis 1923, est l'une des trois courses les plus prestigieuses au monde avec le Grand Prix de Monaco et les 500 miles d'Indianapolis.
En 2012, la National Geographic Society américaine considère l'épreuve comme l'événement sportif mondial numéro 1.
La course a, au fil des ans, inspiré des courses similaires partout dans le monde et popularisé le format de 24 heures notamment à Daytona, au Nürburgring, et à Spa-Francorchamps. De plus, les championnats American Le Mans Series et autres Le Mans Series ont été créés, ouverts aux mêmes véhicules que les 24 Heures du Mans.
Depuis 2012, l'épreuve fait partie du championnat du monde d'endurance FIA (WEC).

## Historique

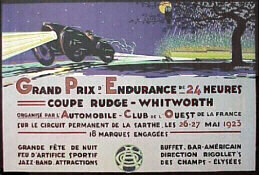
L'affiche annonçant l'édition de 1923.

En 1920, l'Automobile Club de l'Ouest, en particulier par son secrétaire général Georges Durand, œuvre à la réalisation d'une compétition dont le caractère devait contribuer à l'évolution du progrès technique et favoriser l'essor de l'automobile. En 1922, le club annonce la création d'un nouveau type de compétition dans la Sarthe, une épreuve d'endurance, alors que le Bol d'or automobile vient tout juste d'être créé. Pendant l'épreuve, des équipages de deux pilotes par voiture se relaieraient jour et nuit.
La première édition, avec trente-trois équipages, se déroule les 26 et 27 mai 1923 sur un circuit près de la ville du Mans. Elle fut remportée par André Lagache et René Léonard sur une Chenard & Walcker. Ils couvrirent 128 tours à la moyenne de 92,064 km/h. Aujourd'hui, les 24 Heures du Mans ont lieu chaque année en juin. C'est la plus ancienne et la plus prestigieuse des courses d'endurance pour automobile de sport et Sport-prototypes,, et elle fait partie à ce titre des différentes triples couronnes du sport automobile.

### Innovations techniques
La course a servi d'expérimentation à de nombreux projets. Depuis le début, les équipes concurrentes ont innové. Le frein à disque, la jante, l'aérodynamisme, le pneu à carcasse radiale, le phare à DEL, puis au laser, font partie des innovations testées au Mans.
Différents types de moteurs ont été utilisés pour gagner autant en vitesse qu'en consommation. La suralimentation commença dès 1929, longtemps avant la turbo compression, en 1974. En 1963, une auto expérimenta une turbine à gaz, alors qu'en 1970 était présenté le moteur rotatif. Les freins ont fait l'objet de nombreux essais, et les phares antibrouillard furent inventés pour la course. En septembre 2018, dans la continuité des voitures hybrides apparues en 2012, naît le projet Mission H24 qui s'est donné pour objectif de faire courir une voiture fonctionnant intégralement à l'hydrogène en 2024.
Par ailleurs, la ligne droite des Hunaudières est décrétée « laboratoire national » en 1932 par les Ponts et chaussées et, en 1933, la ligne médiane des routes françaises y est testée.
Cependant, à partir de 2021, la mise en place d'un règlement fondé sur une balance de performance (Balance of Performance (en) ou BOP en anglais) constitue un changement radical, puisque les constructeurs concourant pour la victoire ne sont plus incités à améliorer les performances de leurs voitures. Avant chaque course du championnat du monde FIA-WEC, auquel appartiennent les 24 Heures du Mans, le législateur impose à chaque concurrent des modifications pour ses voitures, tels le poids, la puissance, la quantité d'énergie (carburant) autorisée par relais, ou le seuil de vitesse en dessous duquel le système hybride ne doit pas être actionné, ceci pour que tous les concurrents d'une même catégorie restent à égalité de performances. Le développement technique des voitures n'est donc plus encouragé, et priorité est donnée à la maîtrise des coûts pour attirer de nombreuses marques.
À partir de 2023, en catégorie Hypercar, la BOP n'est plus définie à l'aide de mesures chronométriques (temps sur un tour), mais à partir de simulations faites par le législateur pour chaque voiture en début de saison. Elle est figée pour la première partie de la saison, mais, déçu par les résultats, le législateur décide de la modifier juste avant la journée test des 24 Heures du Mans,. D'autre part, le règlement sportif interdit aux pilotes et membres des équipes engagées de commenter la BOP dans les médias ou sur les réseaux sociaux, sous peine de sanctions.

### Différents styles de départ
- Départ arrêté en ligne : 1923 à 1924
- Départ arrêté en épi dit « Le Mans » : 1925 à 1969
- Départ arrêté en épi avec pilote à bord : 1970
- Départ lancé : depuis 1971

Le départ des voitures dans le style « Le Mans », bien que le plus spectaculaire – les pilotes s'élançant en courant vers leurs voitures placées en épi sur le côté opposé – fut remis en cause en 1968 à la suite de l'accident de Willy Mairesse dû probablement à une portière mal fermée de sa Ford GT40. En effet, pour gagner du temps, les pilotes s'élancent et rognent sur les règles de sécurité, ce qui fait que le premier pilote du relais n'attache pas toujours son harnais. L'année suivante, pour marquer son opposition à ce type de départ, Jacky Ickx traverse la piste en marchant, attache son harnais et s'élance en dernier, puis remporte l'épreuve. En 1970, le départ est légèrement amélioré avec les pilotes déjà à bord des voitures. L'année suivante, le départ voiture arrêtée est définitivement abandonné.
En hommage au départ « Le Mans » des voitures, le départ avec traversée de la piste en courant demeure dans les disciplines sans portes ni ceintures de sécurité : les 24 Heures Motos, vélo et rollers.
Depuis 1949, le départ est donné par une personnalité, différente chaque année, et non plus par un membre de l'ACO. On peut nommer entre autres trois présidents de la République française : en 1949, Vincent Auriol, en 1972, Georges Pompidou et en 2015, François Hollande ; des personnalités du monde du cinéma : en 1971, Steve McQueen, en 1996, Alain Delon, en 2003, Luc Besson et en 2016, Brad Pitt ou dans le monde sportif : en 1978, Raymond Poulidor, en 1982, Luigi Chinetti, en 2000, Jacky Ickx, en 2009, le président de Ferrari Luca di Montezemolo, en 2011, le président de la FIA Jean Todt, en 2014, Fernando Alonso, en 2018, Rafael Nadal, en 2023, LeBron James, en 2024, Zinédine Zidane, et en 2025 Rodger Federer. En 2008, le départ a même été donné depuis la station spatiale internationale.

### Logotype

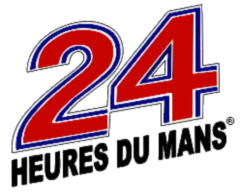
Logo précédent.
Logo jusqu'à l'édition 2014.
Logo depuis février 2014.

### Organisation de la course

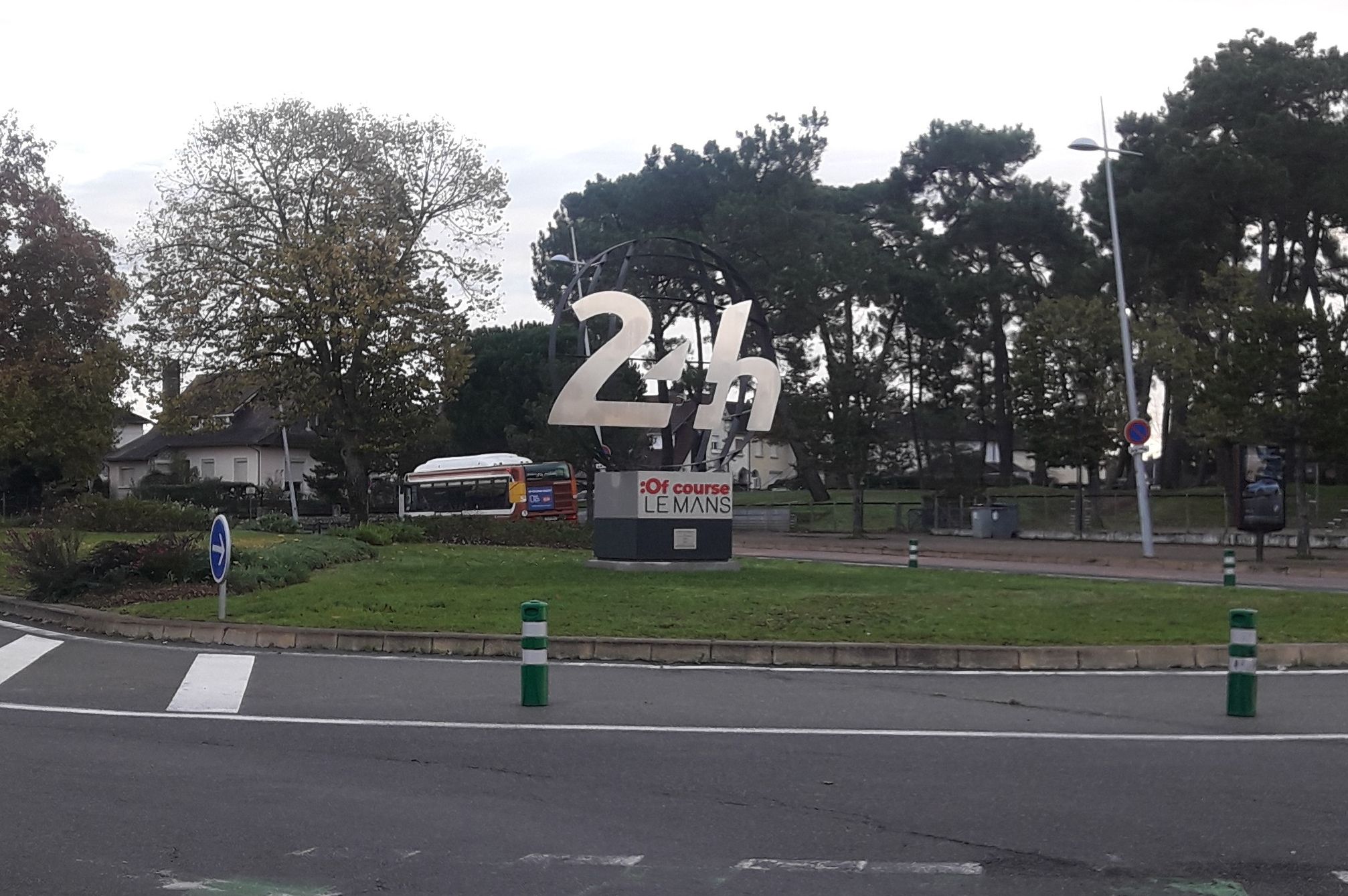
Emblème de la course en entrée de ville.

Lorsque Le Mans se met à l'heure de la course, c'est plus d'une semaine d'événements qui s’enchaînent. Cela commence avec l'élection de Miss 24 Heures du Mans, puis se poursuit par les deux journées de vérifications administratives et techniques, dont le traditionnel pesage des véhicules sur la place de la République qui précède la journée test.
Une séance de signature d'autographes par les pilotes est organisée devant les stands, alors que les concurrents finissent la préparation des voitures qui sont exposées au public. Les essais libres et les qualifications suivent, puis c'est au tour de la journée « découverte des stands » pour le public, et la concentration du Classic British Welcome, qui présente des véhicules classiques ou de prestige à Saint-Saturnin, une commune voisine. Enfin se déroule la parade des pilotes, qui présente en centre-ville l'ensemble des équipages engagés pour la course et embarqués à bord de véhicules historiques accompagnés par des véhicules de prestige et clubs automobiles, suivi de l'inauguration d'une nouvelle plaque de bronze avec les empreintes des vainqueurs de l'année précédente. Le samedi commence avec le warm up, et depuis 2016, avec une course d'ouverture pour GT3 et LMP3 comptant pour la Michelin Le Mans Cup. Tout au long du week-end de la compétition, les animations sont nombreuses, telles les concentrations d'Arnage et de Mulsanne, la fête foraine, les concerts, démonstrations, défilés, séances d'autographes, le village et ses boutiques, les expositions, baptêmes de piste, survols en hélicoptère, karting et simulateurs, soirées VIP... et bien sûr la course.

### Directeurs de course
- Charles Faroux : de 1923 à 1956
- Jacques Loste : de 1957 à 1968
- Charles Deutsch : de 1969 à 1980
- Marcel Martin : de 1981 à 2000
- Daniel Poissenot : de 2001 à 2014
- Eduardo Freitas / Patrick Morisseau : depuis 2015

## Circuit

Le circuit automobile de la Sarthe.

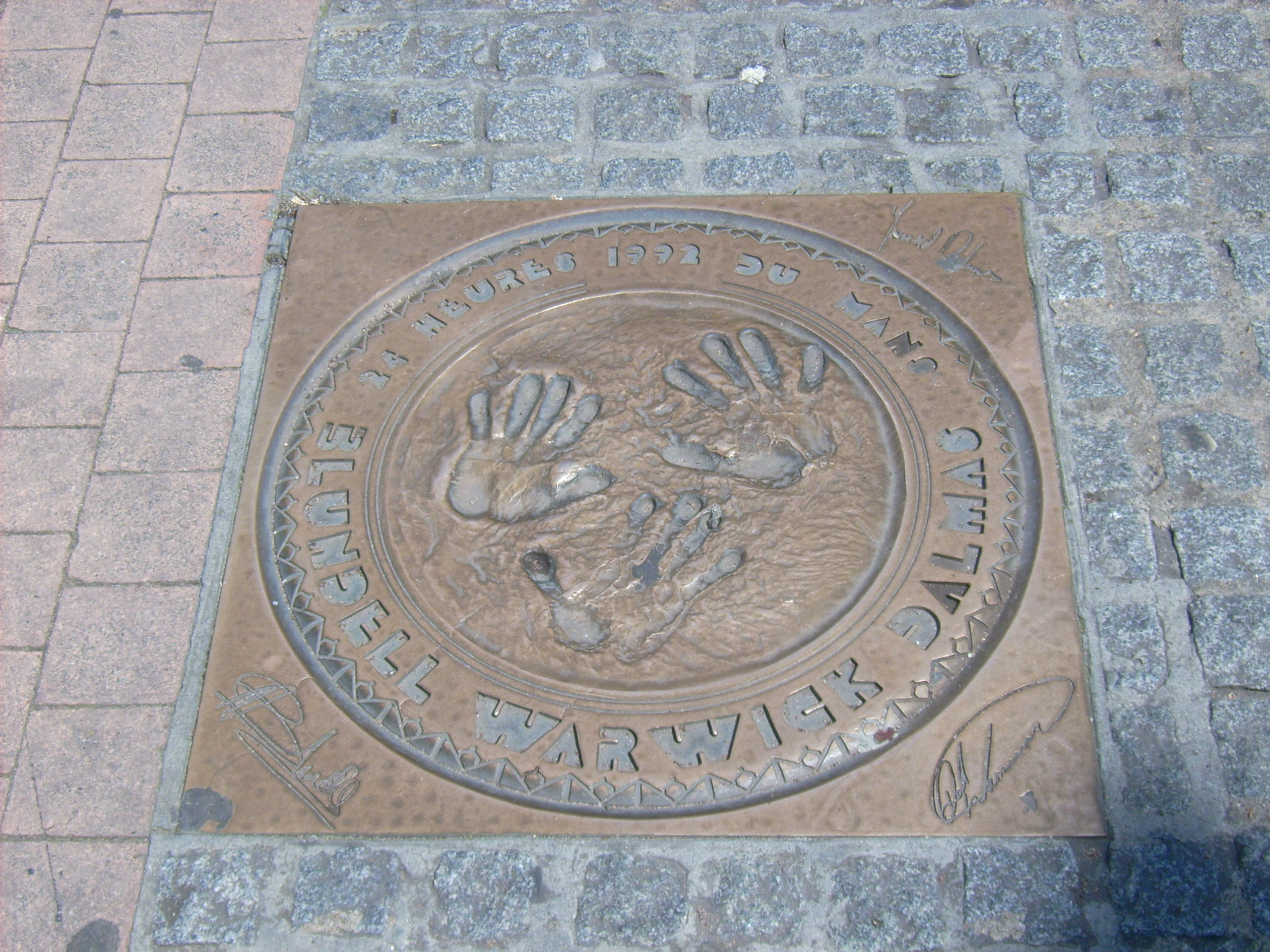
Plaque en bronze avec les empreintes et signatures des pilotes vainqueurs de l'édition 1992.

La piste, mesurant 13,626 km, emprunte une partie du circuit Bugatti et comporte une grande partie de route nationale. Les passages les plus célèbres sont les virages du Tertre Rouge, Mulsanne, Arnage et la ligne droite des Hunaudières, longue de presque 6 km où les prototypes maintenaient auparavant une vitesse de près de 400 km/h pendant une minute. Cette portion du circuit a été divisée en trois lignes droites par l'installation de deux chicanes en 1990. Ces chicanes ont pour but de limiter la recherche de la vitesse maximale par des réductions d'appuis aérodynamiques trop importantes et de limiter par conséquent les différences de vitesse entre concurrents. L'envol de certains véhicules était dû à la géométrie de la piste avec un changement de plan qui pouvait créer un décrochage aérodynamique suivant leurs configurations et réglages aérodynamiques. La bosse a été aplanie pour l'édition 2001.
Le record absolu du tour le plus court est au crédit de Jackie Oliver avec une Porsche 917 en 1971, sur l'ancien tracé, bien avant la création des chicanes, avec un temps de 3 min 13 s 6 et une moyenne de 250,07 km/h. Le record homologué de vitesse maximale atteinte sur le circuit est de 405 km/h dans la ligne droite des Hunaudières et appartient à Roger Dorchy sur WM P88 à moteur Peugeot lors des 24 Heures du Mans 1988. Le record de vitesse est en réalité de 407 km/h mais Peugeot, à des fins de communication, demanda à conserver 405 pour l'associer à la sortie de sa Peugeot 405,.
Le record du meilleur tour en course appartient à André Lotterer sur Audi R18 e-tron quattro avec un temps de 3 min 17 s 475, soit 248,459 km/h de moyenne, réalisé lors de l'édition 2015.
Le tour le plus rapide de toute l'histoire des 24 Heures du Mans est au crédit de Kamui Kobayashi sur Toyota TS050 Hybrid, lors des essais qualificatifs de l'édition 2017, avec un temps de 3 min 14 s 791 et une moyenne de 251,882 km/h, tour le plus court depuis l'existence des deux chicanes dans la ligne droite des Hunaudières.

## Accidents
Avec les vitesses élevées qui sont associées au Mans, l'épreuve a connu un certain nombre d'accidents. Certains ont été mortels pour des concurrents, mais aussi pour des spectateurs.
Le pire moment de l'histoire du Mans est l'accident grave survenu durant l'édition du 11 juin 1955 au cours de laquelle 82 spectateurs, ainsi que le pilote français Pierre Levegh, furent tués par l'envol de sa Mercedes-Benz 300 SLR. Cependant, malgré l'accident, les organisateurs décidèrent de laisser la course continuer pour éviter que le public, venu très nombreux (environ 250 000 personnes), ne s’en aille et ne bloque les routes d'accès au circuit ce qui aurait aussi bloqué les ambulances évacuant les blessés. L'équipe Mercedes retira ses deux autres voitures durant la nuit et repartit discrètement vers l'Allemagne. Ce carnage provoqua un choc dans le monde des sports automobiles, qui conduisit à la suppression de beaucoup de courses principales et mineures en 1955, telles que les Grands Prix de France, d'Allemagne et de Suisse ; ce dernier bannissant jusqu'en 2007, toute compétition motorisée sur circuit sur son territoire. Cet accident entraîna de nouvelles réglementations sur la sécurité des pilotes et des spectateurs dans toutes les catégories de sports motorisés.
En 1967, le pilote Jacques (Roby) Weber est décédé à la suite d'un accident survenu lors des essais préliminaires. Sur la ligne droite des Hunaudières, à environ 250 km/h, sa voiture a effectué une série de tonneaux sur une distance de 135 m, a pris feu, puis s'est immobilisée, les roues en l'air. Le personnel a attaqué le feu avec des extincteurs, a retourné la voiture et extrait la victime. L'autopsie a révélé que la mort était consécutive à un traumatisme crânien.
En 1986, Jo Gartner se tua au volant d’une Porsche 962C, brisée sur les barrières dans la ligne droite des Hunaudières. Il y eut un autre décès en 1997, celui de Sébastien Enjolras sur WR lors des essais préliminaires, à la suite de l'envol de sa voiture, retombée sur le rail de sécurité. Le dernier accident mortel en date eut lieu le 22 juin 2013, après seulement dix minutes de course. Allan Simonsen décéda à la suite de la perte de contrôle de son Aston Martin dans le virage rapide du Tertre Rouge. Inconscient après le choc, il mourut dans l'hélicoptère le menant à l'hôpital.
Au cours de l'édition 1999, les Mercedes-Benz ont été victimes d'une série d'accidents qui auraient pu avoir des suites plus graves. La Mercedes-Benz CLR souffrait d’une instabilité aérodynamique qui en provoquait l'envol sous certaines conditions. Après une première alerte le jour des qualifications, où la CLR no 4 conduite par Mark Webber décolla de l'avant et s'immobilisa le long des rails, Mercedes déclara avoir résolu le problème. Cependant, lors du « warm up » quelques heures avant la course, la même voiture bien que réparée, avec le même pilote, s'envola et se retrouva sur le toit. Un nouvel accident se produisit en course. La CLR no 5 de Peter Dumbreck s’envola à plusieurs mètres de hauteur en tournoyant, passa au-dessus des rails de sécurité, et atterrit dans les bois. Aucun conducteur ne fut sérieusement blessé dans ces trois accidents, mais Mercedes-Benz retira rapidement la voiture restante en course et, par la suite, arrêta son programme de développement de voitures de type sport-prototype.

## Catégories
Les voitures qui participent à cette épreuve sont réparties en plusieurs catégories : « LM » signifie « Le Mans », « LM P » « Le Mans Prototype », « GTE » « Grand tourisme Endurance », « Pro » « professionnel » et « Am » « amateur ».
À partir de l'édition 2021, une nouvelle catégorie, Le Mans Hypercar, remplace la catégorie LMP1. En 2023 apparaît la catégorie LMDh, obligatoirement dotée d'un système hybride standard et reprenant la réglementation châssis de la catégorie LMP2.
À partir de 2021, la mise en place d'une « Balance of Performance » à l'intérieur des catégories les plus élevées (Le Mans Hypercar, puis LMDh en 2023), de manière à égaliser les performances de tous les concurrents appartenant à une même catégorie, constitue un tournant fondamental dans la philosophie de la compétition.

### Prototypes
LM :
- Le Mans Hypercar
- LMP2

La catégorie « Le Mans Hypercar » remplace donc l'ancienne catégorie LMP1 depuis 2021. Cette dernière avait pris le relais de la catégorie LMP900 en 2004. La catégorie « LMP2 » quant à elle, remplace l'ancienne catégorie LMP675 également depuis 2004.

### Grand Tourisme
LMGT3
En 2011, la catégorie LM GT2 est remplacée par une nouvelle catégorie nommée LM GTE. Cette dernière sera divisée en deux classes lors de sa création : Pro et Am. À la fin de la saison 2022, la catégorie LMGTE Pro disparaît et l'année suivante, c'est au tour de l'autre catégorie, la LMGTE Am, de laisser sa place à la nouvelle catégorie « LMGT3 » qui débute en 2024.

## Palmarès

### Par année
| 1923      | André Lagache René Léonard | Chenard & Walcker SA | Chenard et Walcker Sport | M | 3.0 | | |
| 1924      | John Duff Frank Clement | Duff & Aldington | Bentley 3 Litre Sport | D | 3.0 | | |
| 1925      | Gérard de Courcelles André Rossignol | Pas de nom d'équipe | Lorraine-Dietrich B3-6 | D | 5.0 | | |
| 1926      | Robert Bloch André Rossignol | Pas de nom d'équipe | Lorraine-Dietrich B3-6 | D | 5.0 | | |
| 1927      | Dudley Benjafield Sammy Davis | Bentley Motors Ltd. | Bentley 3 Litre Super Sport | D | 5.0 | | |
| 1928      | Woolf Barnato Bernard Rubin | Bentley Motors Ltd. | Bentley 4½ Litre | D | 5.0 | | |
| 1929      | Woolf Barnato Henry Birkin | Bentley Motors Ltd. | Bentley Speed Six | D | 8.0 | | |
| 1930      | Woolf Barnato Glen Kidston | Bentley Motors Ltd. | Bentley Speed Six | D | 8.0 | | |
| 1931      | Francis Curzon Henry Birkin | Lord Howe | Alfa Romeo 8C 2300 | D | 3.0 | | |
| 1932      | Raymond Sommer Luigi Chinetti | Raymond Sommer | Alfa Romeo 8C 2300 | E | 3.0 | | |
| 1933      | Raymond Sommer Tazio Nuvolari | Soc. Anon. Alfa Romeo | Alfa Romeo 8C 2300 | E | 3.0 | | |
| 1934      | Philippe Étancelin Luigi Chinetti | Philippe Étancelin / Luigi Chinetti | Alfa Romeo 8C 2300 | E | 3.0 | | |
| 1935      | Johnny Hindmarsh Luis Fontés | Arthur W. Fox & Charles Nichol | Lagonda M45R Rapide | D | 5.0 | | |
| 1936      | Pas de course (grèves dans l'industrie automobile et refus d'un report du RAC de Grande-Bretagne pour course à Brooklands à la date proposée) | Pas de course (grèves dans l'industrie automobile et refus d'un report du RAC de Grande-Bretagne pour course à Brooklands à la date proposée) | Pas de course (grèves dans l'industrie automobile et refus d'un report du RAC de Grande-Bretagne pour course à Brooklands à la date proposée) | Pas de course (grèves dans l'industrie automobile et refus d'un report du RAC de Grande-Bretagne pour course à Brooklands à la date proposée) | Pas de course (grèves dans l'industrie automobile et refus d'un report du RAC de Grande-Bretagne pour course à Brooklands à la date proposée) | Pas de course (grèves dans l'industrie automobile et refus d'un report du RAC de Grande-Bretagne pour course à Brooklands à la date proposée) | Pas de course (grèves dans l'industrie automobile et refus d'un report du RAC de Grande-Bretagne pour course à Brooklands à la date proposée) |
| 1937      | Jean-Pierre Wimille Robert Benoist | Roger Labric | Bugatti Type 57G Tank | D | 5.0 | | |
| 1938      | Eugène Chaboud Jean Trémoulet | Eugène Chaboud / Jean Trémoulet | Delahaye Type 135CS | D | 5.0 | | |
| 1939      | Jean-Pierre Wimille Pierre Veyron | Jean-Pierre Wimille | Bugatti Type 57S Tank | D | 8.0 | | |
| 1940-1948 | Pas de course (Seconde Guerre mondiale puis reconstruction de la France)                                                                      | Pas de course (Seconde Guerre mondiale puis reconstruction de la France)                                                                      | Pas de course (Seconde Guerre mondiale puis reconstruction de la France)                                                                      | Pas de course (Seconde Guerre mondiale puis reconstruction de la France)                                                                      | Pas de course (Seconde Guerre mondiale puis reconstruction de la France)                                                                      | Pas de course (Seconde Guerre mondiale puis reconstruction de la France)                                                                      | Pas de course (Seconde Guerre mondiale puis reconstruction de la France)                                                                      |
| 1949      | Peter Mitchell-Thomson Luigi Chinetti | Lord Selsdon | Ferrari 166MM | E | S 2.0 | | |
| 1950      | Louis Rosier Jean-Louis Rosier | Louis Rosier | Talbot-Lago T26 Grand Sport | D | S 5.0 | | |
| 1951      | Peter Walker Peter Whitehead | Peter Walker | Jaguar XK-120C | D | S 5.0 | | |
| 1952      | Hermann Lang Fritz Riess | Daimler-Benz A.G. | Mercedes-Benz W194 | C | S 3.0 | | |
| 1953      | Tony Rolt Duncan Hamilton | Jaguar Cars Ltd. | Jaguar Type C | D | S 5.0 / WSC | | |
| 1954      | José Froilán González Maurice Trintignant | Scuderia Ferrari | Ferrari 375 Plus | P | S 5.0 / WSC | | |
| 1955      | Mike Hawthorn Ivor Bueb | Jaguar Cars Ltd. | Jaguar Type D | D | S 5.0 / WSC | | |
| 1956      | Ron Flockhart Ninian Sanderson | Ecurie Ecosse | Jaguar Type D | D | S 5.0 | | |
| 1957      | Ron Flockhart Ivor Bueb | Ecurie Ecosse | Jaguar Type D | D | S 5.0 / WSC | | |
| 1958      | Olivier Gendebien Phil Hill | Scuderia Ferrari | Ferrari 250 TR58 | E | S 3.0 / WSC | | |
| 1959      | Carroll Shelby Roy Salvadori | David Brown Racing Dept. | Aston Martin DBR1 | A | S 3.0 / WSC | | |
| 1960      | Olivier Gendebien Paul Frère | Scuderia Ferrari SpA | Ferrari 250 TR59/60 | D | S 3.0 / WSC | | |
| 1961      | Olivier Gendebien Phil Hill | Scuderia Ferrari | Ferrari 250 TRI/61 | D | S 3.0 / WSC | | |
| 1962      | Olivier Gendebien Phil Hill | SpA Ferrari SEFAC | Ferrari 330 TRI/LM Spyder | D | E +3.0 / WSC | | |
| 1963      | Ludovico Scarfiotti Lorenzo Bandini | SpA Ferrari SEFAC | Ferrari 250 P | D | P 3.0 / WSC | | |
| 1964      | Jean Guichet Nino Vaccarella | SpA Ferrari SEFAC | Ferrari 275 P | D | P 5.0 / WSC | | |
| 1965      | Jochen Rindt Masten Gregory | North American Racing Team | Ferrari 250 LM | G | P 5.0 / WSC | | |
| 1966      | Bruce McLaren Chris Amon | Shelby American Inc. | Ford GT40 Mk II | G | P +5.0 / WSC | | |
| 1967      | Dan Gurney A. J. Foyt | Shelby American Inc. | Ford GT40 Mk IV | G | P +5.0 / WSC | | |
| 1968      | Pedro Rodríguez Lucien Bianchi | John Wyer Automotive Engineering | Ford GT40 Mk I | F | S 5.0 / WSC | | |
| 1969      | Jacky Ickx Jackie Oliver | John Wyer Automotive Engineering | Ford GT40 Mk I | F | P 5.0 / WSC | | |
| 1970      | Hans Herrmann Richard Attwood | Porsche KG Salzburg | Porsche 917 K | G | S 5.0 / WSC | | |
| 1971      | Helmut Marko Gijs van Lennep | Martini Racing Team | Porsche 917 K | F | S 5.0 / WSC | | |
| 1972      | Henri Pescarolo Graham Hill | Équipe Matra Simca Shell | Matra Simca MS670 | G | S 3.0 / WSC | | |
| 1973      | Henri Pescarolo Gérard Larrousse | Équipe Matra Simca Shell | Matra Simca MS670B | G | S 3.0 / WSC | | |
| 1974      | Henri Pescarolo Gérard Larrousse | Équipe Gitanes | Matra Simca MS670C | G | S 3.0 / WSC | | |
| 1975      | Jacky Ickx Derek Bell | Gulf Research Racing Co. | Mirage GR8 Ford/Cosworth | G | S 3.0 | | |
| 1976      | Jacky Ickx Gijs van Lennep | Martini Racing Porsche System | Porsche 936 | G | Groupe 6 3.0 | | |
| 1977      | Jacky Ickx Hurley Haywood Jürgen Barth | Martini Racing Porsche System | Porsche 936 | D | Groupe 6 3.0 | | |
| 1978      | Jean-Pierre Jaussaud Didier Pironi | Renault Sport | Renault Alpine A442B | M | Groupe 6 +2.0 | | |
| 1979      | Bill Whittington Klaus Ludwig Don Whittington                                                                                                 | Porsche Kremer Racing | Porsche 935 K3 | D | Groupe 5 | | |
| 1980      | Jean-Pierre Jaussaud Jean Rondeau | Le Point Jean Rondeau | Rondeau M379B Ford/Cosworth | G | Groupe 6 +2.0 / WSC | | |
| 1981      | Jacky Ickx Derek Bell | Porsche System | Porsche 936 | D | S +2.0 / WSC | | |
| 1982      | Jacky Ickx Derek Bell | Rothmans Porsche System | Porsche 956 | D | C / WSC | | |
| 1983      | Vern Schuppan Hurley Haywood Al Holbert | Rothmans Porsche | Porsche 956 | D | C / WSC / EEC | | |
| 1984      | Henri Pescarolo Klaus Ludwig | New Man Joest Racing | Porsche 956 | D | C1 / WSC | | |
| 1985      | Paolo Barilla Klaus Ludwig John Winter | New Man Joest Racing | Porsche 956 | D | C1 / WSC | | |
| 1986      | Hans-Joachim Stuck Derek Bell Al Holbert | Rothmans Porsche AG | Porsche 962C | D | C1 / WSC | | |
| 1987      | Hans-Joachim Stuck Derek Bell Al Holbert | Rothmans Porsche AG | Porsche 962C | D | C1 / WSC | | |
| 1988      | Jan Lammers Johnny Dumfries Andy Wallace | Silk Cut Jaguar | Jaguar XJR-9LM | D | C1 / WSC | | |
| 1989      | Jochen Mass Manuel Reuter Stanley Dickens | Team Sauber Mercedes | Sauber C9 Mercedes-Benz | M | C1 | | |
| 1990      | John Nielsen Price Cobb Martin Brundle | Silk Cut Jaguar | Jaguar XJR-12 | G | C1 | | |
| 1991      | Volker Weidler Johnny Herbert Bertrand Gachot                                                                                                 | Mazdaspeed | Mazda 787B | D | C2 / WSC | | |
| 1992      | Derek Warwick Yannick Dalmas Mark Blundell | Peugeot Talbot Sport | Peugeot 905 Evo 1B | M | C1 / WSC | | |
| 1993      | Geoff Brabham Christophe Bouchut Éric Hélary                                                                                                  | Peugeot Talbot Sport | Peugeot 905 Evo 1B | M | C1 | | |
| 1994      | Hurley Haywood Yannick Dalmas Mauro Baldi | Le Mans Porsche Team | Porsche Dauer 962 Le Mans | G | GT1 | | |
| 1995      | Jyrki Järvilehto Yannick Dalmas Masanori Sekiya                                                                                               | Kokusai Kaihatsu Racing | McLaren F1 GTR | M | GT1 | | |
| 1996      | Davy Jones Manuel Reuter Alexander Wurz | Joest Racing | Porsche WSC-95 TWR | G | LMP1 | | |
| 1997      | Michele Alboreto Tom Kristensen Stefan Johansson                                                                                              | Joest Racing | Porsche WSC-95 TWR | G | LMP | | |
| 1998      | Laurent Aïello Stéphane Ortelli Allan McNish                                                                                                  | Porsche AG | Porsche 911 GT1-98 | M | GT1 | | |
| 1999      | Pierluigi Martini Yannick Dalmas Joachim Winkelhock                                                                                           | BMW Motorsport | BMW V12 LMR | M | LMP | | |
| 2000      | Emanuele Pirro Tom Kristensen Frank Biela | Audi Sport Team Joest | Audi R8 | M | LMP900 | | |
| 2001      | Emanuele Pirro Tom Kristensen Frank Biela | Audi Sport Team Joest | Audi R8 | M | LMP900 | | |
| 2002      | Emanuele Pirro Tom Kristensen Frank Biela | Audi Sport Team Joest | Audi R8 | M | LMP900 | | |
| 2003      | Rinaldo Capello Tom Kristensen Guy Smith | Team Bentley | Bentley Speed 8 | M | LMGTP | | |
| 2004      | Rinaldo Capello Tom Kristensen Seiji Ara | Audi Sport Japan Team Goh | Audi R8 | M | LMP1 | | |
| 2005      | Jyrki Järvilehto Tom Kristensen Marco Werner                                                                                                  | ADT Champion Racing | Audi R8 | M | LMP1 | | |
| 2006      | Emanuele Pirro Frank Biela Marco Werner | Audi Sport Team Joest | Audi R10 TDI | M | LMP1 | | |
| 2007      | Emanuele Pirro Frank Biela Marco Werner | Audi Sport North America | Audi R10 TDI | M | LMP1 | | |
| 2008      | Rinaldo Capello Tom Kristensen Allan McNish                                                                                                   | Audi Sport North America | Audi R10 TDI | M | LMP1 | | |
| 2009      | David Brabham Marc Gené Alexander Wurz | Peugeot Sport | Peugeot 908 HDi FAP | M | LMP1 | | |
| 2010      | Timo Bernhard Romain Dumas Mike Rockenfeller                                                                                                  | Audi Sport North America | Audi R15+ TDI | M | LMP1 | | |
| 2011      | André Lotterer Benoît Tréluyer Marcel Fässler                                                                                                 | Audi Sport Team Joest | Audi R18 TDI | M | LMP1 / ILMC | | |
| 2012      | André Lotterer Benoît Tréluyer Marcel Fässler                                                                                                 | Audi Sport Team Joest | Audi R18 e-tron quattro | M | LMP1 / FIA WEC | | |
| 2013      | Loïc Duval Tom Kristensen Allan McNish | Audi Sport Team Joest | Audi R18 e-tron quattro | M | LMP1 / FIA WEC | | |
| 2014      | André Lotterer Benoît Tréluyer Marcel Fässler                                                                                                 | Audi Sport Team Joest | Audi R18 e-tron quattro | M | LMP1 / FIA WEC | | |
| 2015      | Nico Hülkenberg Earl Bamber Nick Tandy | Porsche Team | Porsche 919 Hybrid | M | LMP1 / FIA WEC | | |
| 2016      | Romain Dumas Neel Jani Marc Lieb | Porsche Team | Porsche 919 Hybrid | M | LMP1 / FIA WEC | | |
| 2017      | Timo Bernhard Earl Bamber Brendon Hartley | Porsche LMP Team | Porsche 919 Hybrid | M | LMP1 / FIA WEC | | |
| 2018      | Sébastien Buemi Kazuki Nakajima Fernando Alonso                                                                                               | Toyota Gazoo Racing | Toyota TS050 Hybrid | M | LMP1 / FIA WEC | | |
| 2019      | Sébastien Buemi Kazuki Nakajima Fernando Alonso                                                                                               | Toyota Gazoo Racing | Toyota TS050 Hybrid | M | LMP1 / FIA WEC | | |
| 2020      | Sébastien Buemi Kazuki Nakajima Brendon Hartley                                                                                               | Toyota Gazoo Racing | Toyota TS050 Hybrid | M | LMP1 / FIA WEC | | |
| 2021      | Mike Conway Kamui Kobayashi José María López                                                                                                  | Toyota Gazoo Racing | Toyota GR010 Hybrid | M | Hypercar / FIA WEC | | |
| 2022      | Sébastien Buemi Brendon Hartley Ryō Hirakawa                                                                                                  | Toyota Gazoo Racing | Toyota GR010 Hybrid | M | Hypercar / FIA WEC | | |
| 2023      | Alessandro Pier Guidi James Calado Antonio Giovinazzi                                                                                         | Ferrari AF Corse | Ferrari 499P | M | Hypercar / FIA WEC | | |
| 2024      | Antonio Fuoco Nicklas Nielsen Miguel Molina                                                                                                   | Ferrari AF Corse | Ferrari 499P | M | Hypercar / FIA WEC | | |
| 2025      | Robert Kubica Ye Yifei Phil Hanson | Ferrari AF Corse | Ferrari 499P | M | Hypercar / FIA WEC | | |

### Autres récompenses et classements

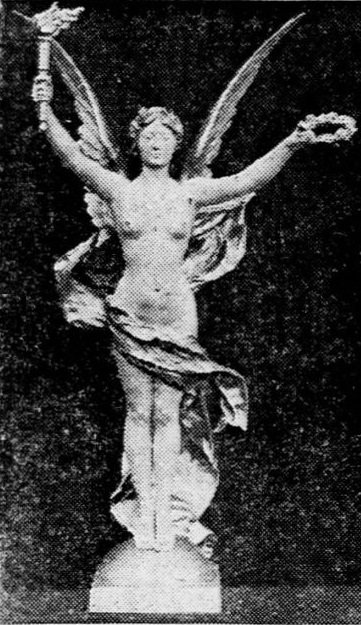
La Coupe biennale Rudge Witworth (24 Heures du Mans 1929-1930).

La Coupe Rudge-Whitworth est décernée à 26 reprises entre 1925 et 1960 (sauf en 1956 et 1957 faute de constructeur candidat ; Aston Martin l'ayant remportée trois fois avant-guerre et le moteur Panhard huit fois entre 1950 et 1960). Cette coupe, fondée sur le classement de trois années successives (cumul des distances parcourues lors des 24 Heures) est donc triennale pour sa première édition en 1925. La réglementation est simplifiée pour une Coupe Rudge-Whitworth devenue biennale dès la même année. Le constructeur français Chenard et Walcker remporte alors pour ses résultats en 1923/1924/1925 la coupe triennale, et la coupe biennale. Après Officine Meccaniche, constructeur italien en 1926, c'est Salmson constructeur français de renom qui remporte successivement en 1927 et 1928, les troisième et quatrième Coupes Rudge-Witworth.
Un classement à l'indice de performance (plus grande distance parcourue selon la cylindrée) est établi à 37 reprises lors de chaque course entre 1926 et 1971. Le moteur Panhard est récompensé dix fois entre 1950 et 1962, Porsche six fois.
Un Prix de Saint-Didier (du propriétaire d'un garage manceau) de 50 000 FRF est décerné une seule fois en 1927, à André de Victor et Jean Hasley sur Salmson GS (No 25), d'après une formule handicap.
Salmson est le seul constructeur à avoir remporté, en 1927, ces trois dernières récompenses et repart alors victorieux avec 110 000 FRF, alors que Bentley pour la plus grande distance parcourue, remporte 1 200 FRF.
Un classement à l'indice de rendement énergétique (où sont pris en compte la vitesse moyenne, la consommation de carburant, et le poids du véhicule) est institué de 1959 à 1975. Porsche le remporte quatre fois, Alpine-Renault et Ferrari trois fois. De 1977 à 1988 existe le classement général à l’efficacité énergétique, remporté quatre fois consécutivement par une Porsche 956 de 1982 à 1985, qui devient le classement Écoénergie de 1989 à 1991 dont sera vainqueur la Spice Ford SE les deux premières fois.
Après le Michelin Energy Endurance Challenge (MEEC) en 2007 et 2008, apparaît le Michelin Green X Challenge en 2009, également annuel mais désormais fondé sur les European Le Mans Series et American Le Mans Series pour une qualification mancelle.

## Records et statistiques

### Par nombre de victoires constructeurs

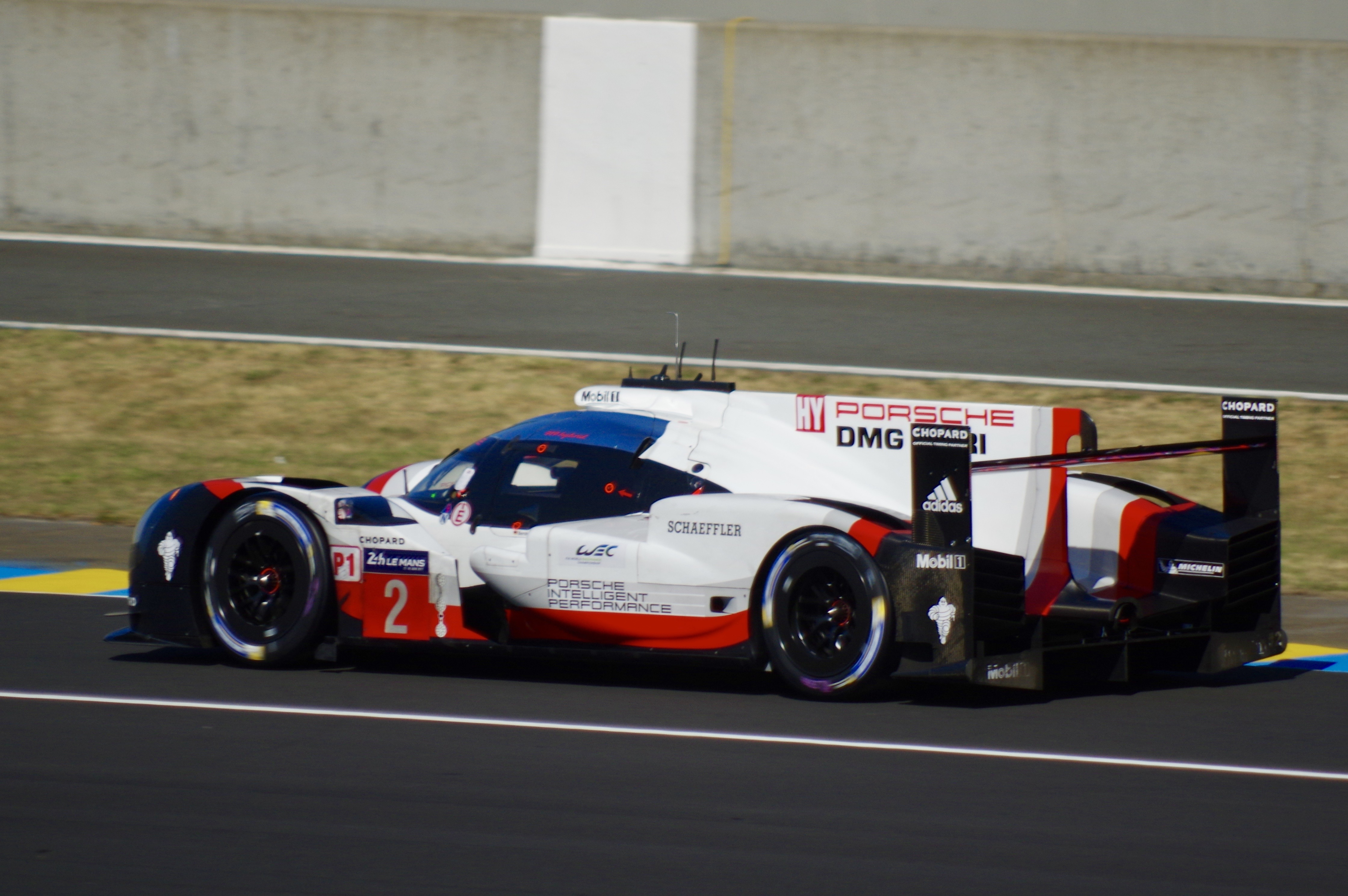
Porsche détient le record de victoires au Mans avec 19 succès (ici avec la no 2 vainqueur en 2017).

| Nombre de victoire(s) | Constructeur       | Année(s) |
| --------------------- | ------------------ | --- |
| 19                    | Porsche            | - 1970 - 1971 - 1976 - 1977 - 1979 - 1981 - 1982 - 1983 - 1984 - 1985 - 1986 - 1987 - 1994 - 1996 - 1997 - 1998 - 2015 - 2016 - 2017 |
| 13                    | Audi               | - 2000 - 2001 - 2002 - 2004 - 2005 - 2006 - 2007 - 2008 - 2010 - 2011 - 2012 - 2013 - 2014                                           |
| 12                    | Ferrari            | - 1949 - 1954 - 1958 - 1960 - 1961 - 1962 - 1963 - 1964 - 1965 - 2023 - 2024 - 2025                                                  |
| 7                     | Jaguar             | - 1951 - 1953 - 1955 - 1956 - 1957 - 1988 - 1990                                                                                     |
| 6                     | Bentley            | - 1924 - 1927 - 1928 - 1929 - 1930 - 2003                                                                                            |
| 5                     | Toyota             | - 2018 - 2019 - 2020 - 2021 - 2022                                                                                                   |
| 4                     | Alfa Romeo         | - 1931 - 1932 - 1933 - 1934 |
| 4                     | Ford               | - 1966 - 1967 - 1968 - 1969 |
| 3                     | Matra Simca        | - 1972 - 1973 - 1974 |
| 3                     | Peugeot            | - 1992 - 1993 - 2009 |
| 2                     | Bugatti            | - 1937 - 1939 |
| 2                     | Lorraine-Dietrich  | - 1925 - 1926 |
| 1                     | Aston Martin       | 1959 |
| 1                     | BMW                | 1999 |
| 1                     | Chenard et Walcker | 1923 |
| 1                     | Delahaye           | 1938 |
| 1                     | Lagonda            | 1935 |
| 1                     | Mazda              | 1991 |
| 1                     | McLaren            | 1995 |
| 1                     | Mercedes-Benz      | 1952 |
| 1                     | Mirage             | 1975 |
| 1                     | Alpine-Renault     | 1978 |
| 1                     | Rondeau            | 1980 |
| 1                     | Sauber Mercedes    | 1989 |
| 1                     | Talbot-Lago        | 1950 |

| Position | Nation      | Victoire(s) |
| -------- | ----------- | ----------- |
| 1er      | Allemagne   | 34          |
| 2e       | Royaume-Uni | 17          |
| 3e       | Italie      | 16          |
| 4e       | France      | 15          |
| 5e       | Japon       | 6           |
| 6e       | États-Unis  | 4           |
| 7e       | Suisse      | 1           |

### Par nombre de victoires pilotes
| Nombre de victoire(s)  | Pilote               | Année(s)                                                       |
| ---------------------- | -------------------- | -------------------------------------------------------------- |
| 9                      | Tom Kristensen       | - 1997 - 2000 - 2001 - 2002 - 2003 - 2004 - 2005 - 2008 - 2013 |
| 6                      | Jacky Ickx           | - 1969 - 1975 - 1976 - 1977 - 1981 - 1982                      |
| 5                      | Derek Bell           | - 1975 - 1981 - 1982 - 1986 - 1987                             |
| 5                      | Frank Biela          | - 2000 - 2001 - 2002 - 2006 - 2007                             |
| 5                      | Emanuele Pirro       | - 2000 - 2001 - 2002 - 2006 - 2007                             |
| 4                      | Sébastien Buemi      | - 2018 - 2019 - 2020 - 2022                                    |
| 4                      | Yannick Dalmas       | - 1992 - 1994 - 1995 - 1999                                    |
| 4                      | Olivier Gendebien    | - 1958 - 1960 - 1961 - 1962                                    |
| 4                      | Henri Pescarolo      | - 1972 - 1973 - 1974 - 1984                                    |
| 3                      | Woolf Barnato        | - 1928 - 1929 - 1930                                           |
| 3                      | Rinaldo Capello      | - 2003 - 2004 - 2008                                           |
| 3                      | Luigi Chinetti       | - 1932 - 1934 - 1949                                           |
| 3                      | Marcel Fässler       | - 2011 - 2012 - 2014                                           |
| 3                      | Brendon Hartley      | - 2017 - 2020 - 2022                                           |
| 3                      | Hurley Haywood       | - 1977 - 1983 - 1994                                           |
| 3                      | Phil Hill            | - 1958 - 1961 - 1962                                           |
| 3                      | Al Holbert           | - 1983 - 1986 - 1987                                           |
| 3                      | André Lotterer       | - 2011 - 2012 - 2014                                           |
| 3                      | Klaus Ludwig         | - 1979 - 1984 - 1985                                           |
| 3                      | Allan McNish         | - 1998 - 2008 - 2013                                           |
| 3                      | Kazuki Nakajima      | - 2018 - 2019 - 2020                                           |
| 3                      | Benoît Tréluyer      | - 2011 - 2012 - 2014                                           |
| 3                      | Marco Werner         | - 2005 - 2006 - 2007                                           |
| 2                      | Fernando Alonso      | - 2018 - 2019                                                  |
| 2                      | Earl Bamber          | - 2015 - 2017                                                  |
| 2                      | Timo Bernhard        | - 2010 - 2017                                                  |
| 2                      | Henry Birkin         | - 1929 - 1931                                                  |
| 2                      | Ivor Bueb            | - 1955 - 1957                                                  |
| 2                      | Romain Dumas         | - 2010 - 2016                                                  |
| 2                      | Ron Flockhart        | - 1956 - 1957                                                  |
| 2                      | Jyrki Järvilehto     | - 1995 - 2005                                                  |
| 2                      | Jean-Pierre Jaussaud | - 1978 - 1980                                                  |
| 2                      | Gérard Larrousse     | - 1973 - 1974                                                  |
| 2                      | Manuel Reuter        | - 1989 - 1996                                                  |
| 2                      | André Rossignol      | - 1925 - 1926                                                  |
| 2                      | Raymond Sommer       | - 1932 - 1933                                                  |
| 2                      | Hans-Joachim Stuck   | - 1986 - 1987                                                  |
| 2                      | Gijs van Lennep      | - 1971 - 1976                                                  |
| 2                      | Jean-Pierre Wimille  | - 1937 - 1939                                                  |
| 2                      | Alexander Wurz       | - 1996 - 2009                                                  |
| 1                      |                      |                                                                |
| Laurent Aïello         | 1998                 |                                                                |
| Michele Alboreto       | 1997                 |                                                                |
| Chris Amon             | 1966                 |                                                                |
| Seiji Ara              | 2004                 |                                                                |
| Richard Attwood        | 1970                 |                                                                |
| Mauro Baldi            | 1994                 |                                                                |
| Lorenzo Bandini        | 1963                 |                                                                |
| Paolo Barilla          | 1985                 |                                                                |
| Jürgen Barth           | 1977                 |                                                                |
| Dudley Benjafield      | 1927                 |                                                                |
| Robert Benoist         | 1937                 |                                                                |
| Lucien Bianchi         | 1968                 |                                                                |
| Robert Bloch           | 1926                 |                                                                |
| Mark Blundell          | 1992                 |                                                                |
| Christophe Bouchut     | 1993                 |                                                                |
| David Brabham          | 2009                 |                                                                |
| Geoff Brabham          | 1993                 |                                                                |
| Martin Brundle         | 1990                 |                                                                |
| James Calado           | 2023                 |                                                                |
| Eugène Chaboud         | 1938                 |                                                                |
| Frank Clement          | 1924                 |                                                                |
| Price Cobb             | 1990                 |                                                                |
| Mike Conway            | 2021                 |                                                                |
| Francis Curzon         | 1931                 |                                                                |
| Sammy Davis            | 1927                 |                                                                |
| Gérard de Courcelles   | 1925                 |                                                                |
| Stanley Dickens        | 1989                 |                                                                |
| John Duff              | 1924                 |                                                                |
| Johnny Dumfries        | 1988                 |                                                                |
| Loïc Duval             | 2013                 |                                                                |
| Philippe Étancelin     | 1934                 |                                                                |
| Luis Fontés            | 1935                 |                                                                |
| A. J. Foyt             | 1967                 |                                                                |
| Paul Frère             | 1960                 |                                                                |
| Antonio Fuoco          | 2024                 |                                                                |
| Bertrand Gachot        | 1991                 |                                                                |
| Marc Gené              | 2009                 |                                                                |
| Antonio Giovinazzi     | 2023                 |                                                                |
| José Froilán González  | 1954                 |                                                                |
| Masten Gregory         | 1965                 |                                                                |
| Jean Guichet           | 1964                 |                                                                |
| Dan Gurney             | 1967                 |                                                                |
| Duncan Hamilton        | 1953                 |                                                                |
| Phil Hanson            | 2025                 |                                                                |
| Mike Hawthorn          | 1955                 |                                                                |
| Éric Hélary            | 1993                 |                                                                |
| Johnny Herbert         | 1991                 |                                                                |
| Hans Herrmann          | 1970                 |                                                                |
| Graham Hill            | 1972                 |                                                                |
| Johnny Hindmarsh       | 1935                 |                                                                |
| Ryō Hirakawa           | 2022                 |                                                                |
| Nico Hülkenberg        | 2015                 |                                                                |
| Neel Jani              | 2016                 |                                                                |
| Stefan Johansson       | 1997                 |                                                                |
| Davy Jones             | 1996                 |                                                                |
| Glen Kidston           | 1930                 |                                                                |
| Kamui Kobayashi        | 2021                 |                                                                |
| Robert Kubica          | 2025                 |                                                                |
| André Lagache          | 1923                 |                                                                |
| Jan Lammers            | 1988                 |                                                                |
| Hermann Lang           | 1952                 |                                                                |
| René Léonard           | 1923                 |                                                                |
| Marc Lieb              | 2016                 |                                                                |
| José María López       | 2021                 |                                                                |
| Helmut Marko           | 1971                 |                                                                |
| Pierluigi Martini      | 1999                 |                                                                |
| Jochen Mass            | 1989                 |                                                                |
| Bruce McLaren          | 1966                 |                                                                |
| Peter Mitchell-Thomson | 1949                 |                                                                |
| Miguel Molina          | 2024                 |                                                                |
| John Nielsen           | 1990                 |                                                                |
| Nicklas Nielsen        | 2024                 |                                                                |
| Tazio Nuvolari         | 1933                 |                                                                |
| Jackie Oliver          | 1969                 |                                                                |
| Stéphane Ortelli       | 1998                 |                                                                |
| Alessandro Pier Guidi  | 2023                 |                                                                |
| Didier Pironi          | 1978                 |                                                                |
| Fritz Riess            | 1952                 |                                                                |
| Jochen Rindt           | 1965                 |                                                                |
| Mike Rockenfeller      | 2010                 |                                                                |
| Pedro Rodriguez        | 1968                 |                                                                |
| Tony Rolt              | 1953                 |                                                                |
| Jean Rondeau           | 1980                 |                                                                |
| Jean-Louis Rosier      | 1950                 |                                                                |
| Louis Rosier           | 1950                 |                                                                |
| Bernard Rubin          | 1928                 |                                                                |
| Roy Salvadori          | 1959                 |                                                                |
| Ninian Sanderson       | 1956                 |                                                                |
| Ludovico Scarfiotti    | 1963                 |                                                                |
| Vern Schuppan          | 1983                 |                                                                |
| Masanori Sekiya        | 1995                 |                                                                |
| Carroll Shelby         | 1959                 |                                                                |
| Guy Smith              | 2003                 |                                                                |
| Nick Tandy             | 2015                 |                                                                |
| Jean Trémoulet         | 1938                 |                                                                |
| Maurice Trintignant    | 1954                 |                                                                |
| Nino Vaccarella        | 1964                 |                                                                |
| Pierre Veyron          | 1939                 |                                                                |
| Peter Walker           | 1951                 |                                                                |
| Andy Wallace           | 1988                 |                                                                |
| Derek Warwick          | 1992                 |                                                                |
| Volker Weidler         | 1991                 |                                                                |
| Peter Whitehead        | 1951                 |                                                                |
| Bill Whittington       | 1979                 |                                                                |
| Don Whittington        | 1979                 |                                                                |
| Joachim Winkelhock     | 1999                 |                                                                |
| John Winter            | 1985                 |                                                                |
| Ye Yifei               | 2025                 |                                                                |

| Position | Nation           | Victoire(s) |
| -------- | ---------------- | ----------- |
| 1er      | Royaume-Uni      | 46          |
| 2e       | France           | 43          |
| 3e       | Allemagne        | 31          |
| 4e       | Italie           | 21          |
| 5e       | États-Unis       | 18          |
| 6e       | Belgique         | 13          |
| 7e       | Danemark         | 11          |
| 8e       | Suisse           | 8           |
| 9e       | Japon            | 7           |
| 9e       | Nouvelle-Zélande | 7           |
| 11e      | Australie        | 4           |
| 11e      | Autriche         | 4           |
| 11e      | Espagne          | 4           |
| 14e      | Pays-Bas         | 3           |
| 15e      | Argentine        | 2           |
| 15e      | Finlande         | 2           |
| 15e      | Suède            | 2           |
| 18e      | Canada           | 1           |
| 18e      | Chine            | 1           |
| 18e      | Mexique          | 1           |
| 18e      | Pologne          | 1           |

## Faits marquants
- Dès la deuxième édition, il fut décidé que l'épreuve se déroulerait lors du deuxième week-end de juin, en raison des performances des phares de l'époque. Cette organisation a connu des modifications ultérieures, en raison de diverses circonstances. En 1968, l'épreuve s'est tenue en septembre en raison des événements de mai. En 1998, l'épreuve a eu lieu le premier week-end de juin afin de ne pas se superposer à la Coupe du monde de football organisée en France. Depuis 1998, l'organisation a été assouplie, la course a lieu soit le deuxième, soit le troisième week-end de juin.
- De 1924 à 1928, les véhicules devaient effectuer un certain nombre de tours (20 en 1924) avec la capote fermée[32].
- En 1926, trois Lorraine-Dietrich B3-6 sont aux trois premières places des 24 Heures du Mans avec pour chacune des moyennes supérieures à 100 km/h. C'est la première fois que cette moyenne est dépassée[33],[34],[35].
- En 1927, expérimentation de la première voiture à traction en compétition, la Tracta type Gephi[36],[37],[38]. Si Bentley remporte l'épreuve avec sa 3 Litre, Salmson domine la compétition grâce au double arbre à cames de ses moteurs : victoire dans la catégorie 1 100 cm3, second et troisième au général, Prix de la performance, Coupe Biennale Rudge-Whitworth et Prix de Saint-Didier, soit un cumul de records jamais égalé.
- En 1930, première participation féminine : Marguerite Mareuse et Odette Siko terminent 7e avec leur Bugatti Type 40[39],[40],[41].
- En 1931, l'Alfa Romeo 8C des Anglais Lord Earl Howe et Sir Henry Birkin parcourut pour la première fois plus de 3 000 km en 24 heures[42].
- Lors de sa victoire en 1950, Louis Rosier disputa pratiquement toute la course en solitaire, ne laissant son fils piloter que durant deux tours[43],[44],[45]. En 1952, Pierre Levegh disputant seul la course sur une Talbot-Lago, faillit battre les Mercedes d'usine, abandonnant lors de la dernière heure sur une casse mécanique provoquée par un rétrogradage raté alors qu'il occupait la tête de la course[46],[47]. C'est à la suite de cet exploit que l'écurie Mercedes lui avait proposé un volant d'usine lors de la tragique édition de 1955, l'associant à des pilotes aussi prestigieux que Juan Manuel Fangio, Stirling Moss et Karl Kling.
- En 1953, c'est la limite des 4 000 km en 24 heures qui fut franchie par quatre voitures dont trois Jaguar XK120 C[48].
- L'édition 1955 fut endeuillée par un grave accident ayant causé 92 morts : 83 sur le site (dont un gendarme sur la piste) et neuf autres dans les jours qui suivirent. Des débris (moteur, train avant et capot) de la Mercedes 300 SLR de Pierre Levegh furent catapultés dans les tribunes de la ligne droite des stands à la suite d'une collision avec l'Austin-Healey de Lance Macklin. La course se poursuivit normalement (à l'exception du retrait volontaire de l'écurie Mercedes). Toutefois cet accident provoqua un important émoi médiatique et eut des conséquences notables sur l'histoire du sport automobile, entraînant l'interdiction des courses automobiles sur circuit sur le territoire suisse pendant plus de cinquante ans, et incitant la firme Mercedes-Benz (dont le retour sportif avait été mal accepté en France, le succès des Flèches d'Argent d'avant-guerre étant encore associé à la période hitlérienne) à ne plus participer à des compétitions automobiles de haut niveau pendant une trentaine d'années. La course fut par ailleurs remportée par Mike Hawthorn, dont la responsabilité semblait engagée dans l'accident, ce qui déclencha une polémique médiatique contre le pilote britannique. La question des responsabilités de Macklin ou de Hawthorn ne fut jamais clairement élucidée[49].
- En 1966, la moyenne de 200 km/h pendant 24 heures fut battue par deux Ford GT40 Mk II[50]. Les deux machines franchirent la ligne d'arrivée en même temps, selon les ordres de l'équipe qui souhaitait une double victoire au Mans pour le constructeur américain. Mais le règlement de l'épreuve imposait que la première place revenait à l'équipage et à la voiture ayant parcouru la plus grande distance durant 24 heures, et la victoire fut donc attribuée à la voiture no 2 car elle s'était qualifiée en 4e position, soit deux rangs plus loin que sa consœur, et avait ainsi parcouru une distance légèrement plus importante pendant ces 24 heures[51]. Cette édition a fait l'objet d'un film, Le Mans 66, sorti en 2019.
- L'année suivante, c'est la limite des 5 000 km en 24 heures qui fut franchie par trois voitures : une Ford Mk IV et deux Ferrari 330 P4[34],[52],[53].
- Jusqu'en 1970, la procédure de départ (reproduite dans de nombreuses autres épreuves d'endurance et baptisée « départ Le Mans ») imposait aux pilotes de traverser la piste en courant pour rejoindre leur voiture, stationnées en épi sur la ligne de départ. Cette tradition rendait spectaculaire le départ des courses, mais fut la cause de nombreux accidents, certains pilotes préférant ne pas boucler leur harnais de sécurité afin de figurer parmi les mieux placés à l'issue des premiers tours[54].
- Lors de l'édition 1969, Jacky Ickx boycotta cette procédure en traversant la piste sans courir, cela afin de s'élancer délibérément dernier[55]. Cela ne l'empêcha pas de remporter la course (avec Jackie Oliver) à l'arraché, devant la Porsche 908 de Hans Herrmann et Gérard Larrousse[34],[56]. Ce geste de protestation fut concomitant à un changement du règlement technique de la FIA, qui permettait aux constructeurs d'aligner des prototypes de cinq litres de cylindrée, surpuissants (leurs performances étaient supérieures à celles des F1 de la même époque), mais dont l'engagement exigeait une réflexion approfondie et commune à l'ensemble des sports mécaniques, sur le degré de professionnalisme avec lequel la sécurité des pilotes et des spectateurs était prise en compte. L'impact du geste de Ickx fut d'autant plus légitime que, cette même année, le départ de la course fut précisément le théâtre d'un accident coûtant la vie au pilote britannique John Woolfe, qui pilotait la toute nouvelle Porsche 917, voiture emblématique de cette époque.
- L'édition 1970 a servi de sujet et de cadre au tournage du film Le Mans avec Steve McQueen[57]. Cette même année marque aussi la première apparition d'un moteur japonais au Mans (un birotor Mazda monté sur la Chevron B16 no 48)[58],[59].
- Le record absolu de l'épreuve (en termes de distance parcourue) fut longtemps celui réalisé au cours de l'édition 1971 par Helmut Marko et Gijs van Lennep, avec 5 335,313 km (soit 222,304 km/h de moyenne) sur une Porsche 917[60],[61]. Il demeura difficile à battre du fait de la modification du tracé l'année suivante (contournement de la section de Maison-Blanche) et de l'installation de chicanes (pour des raisons de sécurité) dans la ligne des droites des Hunaudières en 1990. Pourtant lors de l'édition 2010, l'Audi R15+ TDI no 9 bat ce record en parcourant 5 410,71 km en 397 tours soit exactement le même nombre de tours que réalisa la Porsche 917 trente-neuf ans plus tôt[62],[63].
- Graham Hill, vainqueur sur Matra en 1972, est le seul pilote à avoir remporté les trois compétitions automobiles considérées comme les plus prestigieuses (triple couronne) : le Grand Prix automobile de Monaco de Formule 1, le Mans et les 500 miles d'Indianapolis[34],[64]. Mario Andretti, détenteur d'un titre de champion du monde de Formule 1, et également vainqueur à Indianapolis, a lui aussi disputé le Mans à plusieurs reprises, mais n'a pas pu se classer mieux que troisième (avec son fils Michael sur Porsche 956 en 1983) et deuxième (sur Courage-Porsche en 1995). En 2007 et 2008, Jacques Villeneuve tenta, sans succès, de rejoindre Graham Hill (à noter cependant que si Villeneuve fut champion du monde de F1, il ne gagna jamais à Monaco) au volant d'une Peugeot 908 HDi FAP. De même, si Fernando Alonso, double champion du monde de Formule 1 et double vainqueur à Monaco, a remporté les 24 Heures en 2018 et 2019, il ne s'est jamais imposé à Indianapolis. La même remarque est à faire pour Juan Pablo Montoya, vainqueur à Indianapolis et à Monaco, mais jamais au Mans, malgré une tentative[65].
- Le premier pilote à remporter une officieuse « triple couronne » d'endurance (pour le monde anglo-saxon[66] les 24 Heures du Mans, les 12 Heures de Sebring (création en 1952), et les 24 Heures de Daytona (création en 1962 sous forme de 3 Heures puis format de 24 Heures depuis 1966) est l'Allemand Hans Herrmann en 1970. L'Américain Hurley Haywood a réussi à remporter dix courses lors de ces trois compétitions, suivent Jacky Ickx et l'autre Américain Al Holbert, avec neuf réussites chacun. D'autres grands noms du sport automobile se sont imposés dans les trois compétitions après 1964 (année des premiers 2 000 kilomètres de Daytona), tel A. J. Foyt.
- En 1976, le Président de l’ACO, Raymond Gouloumès, s'est rendu en Floride fin janvier, pour voir Bill France (fondateur de la NASCAR) et l'inviter à donner le départ. Il ne vint pas seul, mais accompagné de deux concurrents réguliers de son championnat. Il vint avec une Ford Torino pilotée par Dick Brooks (en), Dick Hutcherson (en) et Marcel Mignot et une Dodge Charger pilotée par Hershel (en) et Doug McGriff avec leurs énormes V8 de 7.0l. Mais le plaisir d'entendre ces moteurs hurler sur le circuit de la Sarthe fut de courte durée : la Charger inaugura la liste des abandons au deuxième tour et la Torino, alla un peu plus loin, mais sans jamais s’extraire des profondeurs du classement et abandonna à son tour[67]. L'expérience ne fut pas renouvelée les années suivantes.
- L'édition 1979 a vu l'acteur Paul Newman se classer deuxième avec une Porsche 935 du Dick Barbour Racing[68],[69],[70].
- Jean Rondeau est le seul pilote à s'être imposé au Mans (victoire en 1980, associé à Jean-Pierre Jaussaud) sur une voiture de sa conception (Groupe 6). Distance parcourue : 4 608 km à la moyenne de 192 km/h[34],[71].
- En 1985, l'écurie privée Joest alignant une Porsche 956 « client » réussit l'exploit de devancer, à « la régulière », les voitures engagées par l'usine[34].
- En 1985 toujours, Hans-Joachim Stuck est l'auteur du tour de circuit le plus rapide jamais effectué (jusqu'en 2017), avec 251,815 km/h de moyenne, remportant la pole lors des essais[72]. Avec dix-neuf courses, il est le pilote allemand avec le plus grand nombre de participations à l'épreuve.
- En 1988, Roger Dorchy réalise la vitesse record de 405 km/h en course sur la ligne droite des Hunaudières avec une WM P88 à moteur Peugeot[34],[73],[74],[75].
- En 1991, 21 années après leur première participation avec une voiture à moteur rotatif (moteur Wankel), et après de très nombreuses participations, Mazda devient le premier constructeur japonais victorieux au Mans, et par ailleurs l'unique vainqueur avec ce type de moteur[34],[76],[77],[78].
- Michael Schumacher participe à cette même édition 1991, peu de temps avant le début de sa carrière en F1. Il signe à cette occasion une prestation très convaincante : cinquième sur Sauber-Mercedes (avec Karl Wendlinger et Fritz Kreutzpointner), et détenteur du meilleur tour en course sur le circuit de l'époque[79].
- En 1992 et 1993, Peugeot remporte l'épreuve avec sa 905 au terme d'une lutte avec Toyota. Première et troisième en 1992, la marque réalise un triplé historique en 1993[34]. Ce fut la dernière victoire d'une écurie française avant que Peugeot gagne à nouveau et réalise un doublé avec ses 908 en 2009[34],[80].
- 1992 : l'épreuve mancelle est alors la seule à avoir été comptabilisée lors du premier (1953) et du dernier (1992) championnat du monde des voitures de sport, n'y étant pas incorporée à huit reprises en quarante éditions, en 1956, de 1975 à 1979, puis en 1989 et 1990.[pertinence contestée]
- L'édition 1999 fut marquée par l'envol des deux Mercedes CLR de l'écurie AMG, au niveau de la courbe rapide précédant le virage d'Indianapolis et de la ligne droite des Hunaudières à la suite d'un manque de stabilisateurs pour la première et d'une perte de l'un des stabilisateurs lors d'une touchette avec une Porsche 911 GT2 (ancienne appellation) pour la deuxième[81].
- L'édition 2002 a servi en partie de sujet et de cadre au tournage du film Michel Vaillant avec Sagamore Stévenin[82],[83].
- Le 13 décembre 2005, Audi présente l'Audi R10, équipée d'un moteur Diesel TDI, qui fait ses débuts au Mans à l'occasion de l'édition 2006. Aidée par sa faible consommation et son couple énorme, c'est une vitrine pour introduire en masse la technologie Diesel sur le premier marché automobile au monde, les États-Unis, au moment où la norme imposera une faible teneur en soufre.
- L'édition 2005 fut particulièrement chaude, un mécanicien d'une Aston Martin DBR9 dut utiliser un extincteur pour refroidir l'habitacle de la voiture. En 2004, année également chaude, les thermomètres installés dans les Chevrolet Corvette affichaient 62 °C au moment du départ. L'année suivante, les ingénieurs américains ont utilisé des feuilles d'aluminium pour protéger les deux véhicules des rayons du soleil. Depuis l'édition 2009, la climatisation est obligatoire dans les voitures fermées.
- Audi place pour la première fois un moteur Diesel sur le podium des 24 Heures avec ses deux R10 TDI qui finissent en première et troisième position de l'édition 2006[34],[84].
- Fin juin 2011, Porsche annonce son retour aux 24 Heures du Mans pour 2014[85],[86], tandis que Peugeot arrête son programme d'endurance dès janvier 2012[87],[88].
- L'édition 2013 est marquée par le décès d'Allan Simonsen peu après le départ, c'est le dernier pilote à avoir trouvé la mort sur la classique mancelle[89],[90]. Durant la même édition, Tom Kristensen remporte pour la neuvième fois les 24 Heures du Mans et est surnommé ainsi « Monsieur Le Mans »[34],[91],[92].
- En 2015, Porsche engage une troisième 919 Hybrid confiée à trois jeunes pilotes : Nick Tandy, Earl Bamber et Nico Hülkenberg. Peu expérimentés, ces derniers se qualifient troisièmes et conviennent de rouler chacun à son rythme, de cette façon, un podium leur semble envisageable. Mais à la surprise générale, ils passent le drapeau à damier en tête et offrent une dix-septième victoire au Mans au constructeur allemand, dont la dernière datait de 1998[93],[94].
- Quinze éditions consécutives (1994 à 2008) ont été remportées par une voiture disposant d'un moteur allemand (neuf fois Audi, quatre fois Porsche et deux fois BMW) ; la Bentley anglaise victorieuse en 2003 avait un moteur dérivé du moteur Audi de la R8 et la McLaren de 1995 un moteur BMW. Cela reprit à partir de 2010 jusqu'en 2017 (cinq fois Audi et trois fois Porsche).
- En 2016, Frédéric Sausset est le premier quadri-amputé à finir les 24 Heures du Mans, en se classant 36e à bord d'une LMP2[95],[96]. Ce fut également la première voiture occupant le « 56e stand », dédié depuis 2011 aux voitures innovantes, à terminer les 24 Heures du Mans.
- Lors de l’édition 2016, la Toyota en tête de la course s'arrête à un tour de l'arrivée, en raison d'une perte de puissance, et laisse donc filer la victoire[34],[97].
- En 2020, pour la première fois depuis 1968, la course, qui devait se disputer les 13 et 14 juin, est reportée en septembre en raison de la pandémie de Covid-19[98]. Le départ est donné à 14 h 30 au lieu de 15 h habituellement, et l'arrivée a donc lieu à 14 h 30 le lendemain[99]. Initialement prévue avec une jauge de spectateurs très réduite, l'épreuve se déroule finalement à huis clos[100],[101],[102].
- En 2021, pour la troisième fois de l'histoire de l’épreuve, la course se dispute en août en raison de la pandémie de Covid-19. Le départ est donné à 16 h pour une arrivée le lendemain à la même heure. L'épreuve se déroule avec une jauge de 50 000 spectateurs[103].
- Le samedi 11 juin 2022, Josh Pierson prend le départ des 24 Heures au volant d'une Oreca 07 LMP2 ; il est alors âgé de 16 ans et 117 jours, ce qui fait de lui le plus jeune coureur qu'ait connu cette épreuve[104],[105].
- En 2025, l'équipementier français Michelin remporte sa vingt-huitième victoire consécutive depuis 1998 et égale ainsi le record de victoires détenu par un manufacturier de pneumatiques aux 24 Heures du Mans, en l'occurrence le Britannique Dunlop, avec 34 succès[106],[107].
- Parmi les pilotes les plus malchanceux ayant participé à l'épreuve figure certainement le Français Bob Wollek : quadruple vainqueur des 24 Heures de Daytona, vainqueur des 12 Heures de Sebring, il est monté sept fois sur le podium sans jamais figurer parmi les vainqueurs de l'épreuve mancelle. Également pour les Français sont à citer Jean-Louis Schlesser, double champion du monde des voitures de sport 1989 et 1990, vice-champion 1988, ainsi que quintuple vainqueur de la Coupe du monde des rallyes tout-terrain (2e en 1981, et 5e en 1989), Emmanuel Collard, double vainqueur de l'ISRS-SRWC 1998 et 1999 et triple lauréat des Le Mans Series 2005, 2006 et 2011 (2e en 2005, et 3e en 2007), Jean-Christophe Boullion, aussi vainqueur des Le Mans Series en 2005 et 2006 (et 2e en 2005 puis 3e en 2007, toujours avec Collard), ainsi que Sébastien Bourdais vainqueur en Intercontinental Le Mans Cup en 2011, à Daytona en 2014 et à Sebring en 2015 (2e en 2007, 2009 et 2011) et Stéphane Sarrazin deuxième à quatre reprises. Avant-guerre, Henri Stoffel est monté à cinq reprises sur le podium, et Édouard Brisson quatre fois. Le belge Jean Blaton est aussi à citer pour l'après-guerre (cinq podiums).
- La coutume veut que la piste soit envahie par les spectateurs lors du podium final. Les écuries automobiles retirent alors tout ce qui peut être pris par les fans comme souvenirs (panneaux indiquant le numéro et le nom de la voiture, etc.).

## Nombre de spectateurs par année
| année | spectateurs | année | spectateurs | année | spectateurs | année | spectateurs | année | spectateurs |
| ----- | ----------- | ----- | ----------- | ----- | ----------- | ----- | ----------- | ----- | ----------- |
| 1955  | 300 000     | 1974  | 200 000     | 1987  | 180 000     | 2000  | 210 000     | 2013  | 245 000     |
| 1962  | 300 000     | 1975  | 120 000     | 1988  | 280 000     | 2001  | 190 000     | 2014  | 263 300     |
| 1963  | 300 000     | 1976  | 150 000     | 1989  | 231 000     | 2002  | 200 000     | 2015  | 263 500     |
| 1964  | 350 000     | 1977  | 170 000     | 1990  | 240 000     | 2003  | 220 000     | 2016  | 263 500     |
| 1965  | 280 000     | 1978  | 180 000     | 1991  | 250 000     | 2004  | 200 000     | 2017  | 258 500     |
| 1966  | 350 000     | 1979  | 140 000     | 1992  | 180 000     | 2005  | 230 000     | 2018  | 256 900     |
| 1967  | 310 000     | 1980  | 160 000     | 1993  | 110 000     | 2006  | 240 000     | 2019  | 252 500     |
| 1968  | 300 000     | 1981  | 170 000     | 1994  | 140 000     | 2007  | 250 000     | 2020  | Huis clos   |
| 1969  | 400 000     | 1982  | 250 000     | 1995  | 170 000     | 2008  | 258 500     | 2021  | 50 000      |
| 1970  | 300 000     | 1983  | 100 000     | 1996  | 170 000     | 2009  | 234 800     | 2022  | 244 200     |
| 1971  | 290 000     | 1984  | 150 000     | 1997  | 170 000     | 2010  | 238 150     | 2023  | 325 000     |
| 1972  | 280 000     | 1985  | 150 000     | 1998  | 190 000     | 2011  | 249 500     | 2024  | 329 000     |
| 1973  | 250 000     | 1986  | 150 000     | 1999  | 200 000     | 2012  | 240 000     | 2025  | 332 000     |

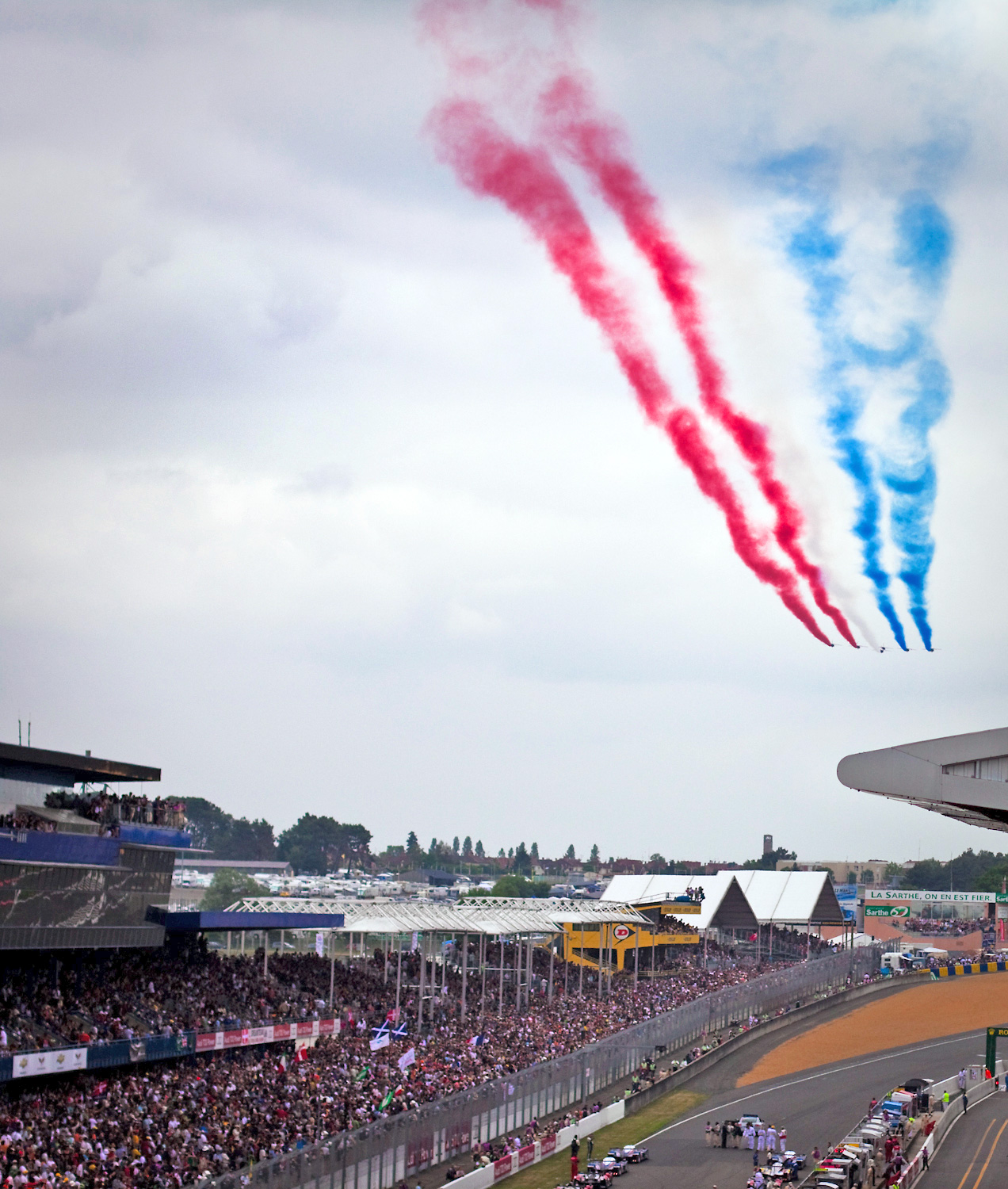
Le public est très souvent au rendez-vous, comme ici lors de l'édition 2010.

En raison de la pandémie de Covid-19, l'édition 2020 s'est déroulée à huis clos mais le public est de retour pour 2021, avec une jauge de 50 000 spectateurs maximum.

## Art
Le peintre Roger Lersy est l'auteur d'une toile intitulée Les 24 Heures du Mans qui fut présentée au Salon des peintres témoins de leur temps au musée Galliera à Paris en 1957. Au fil des ans, de nombreuses autos, appelées « Art cars », portèrent sur elles les œuvres d'artistes et de stylistes d'horizons divers. En 1979, une BMW M1 engagée par Hervé Poulain fut peinte par Andy Warhol et fut surnommée "M1 Artcar".

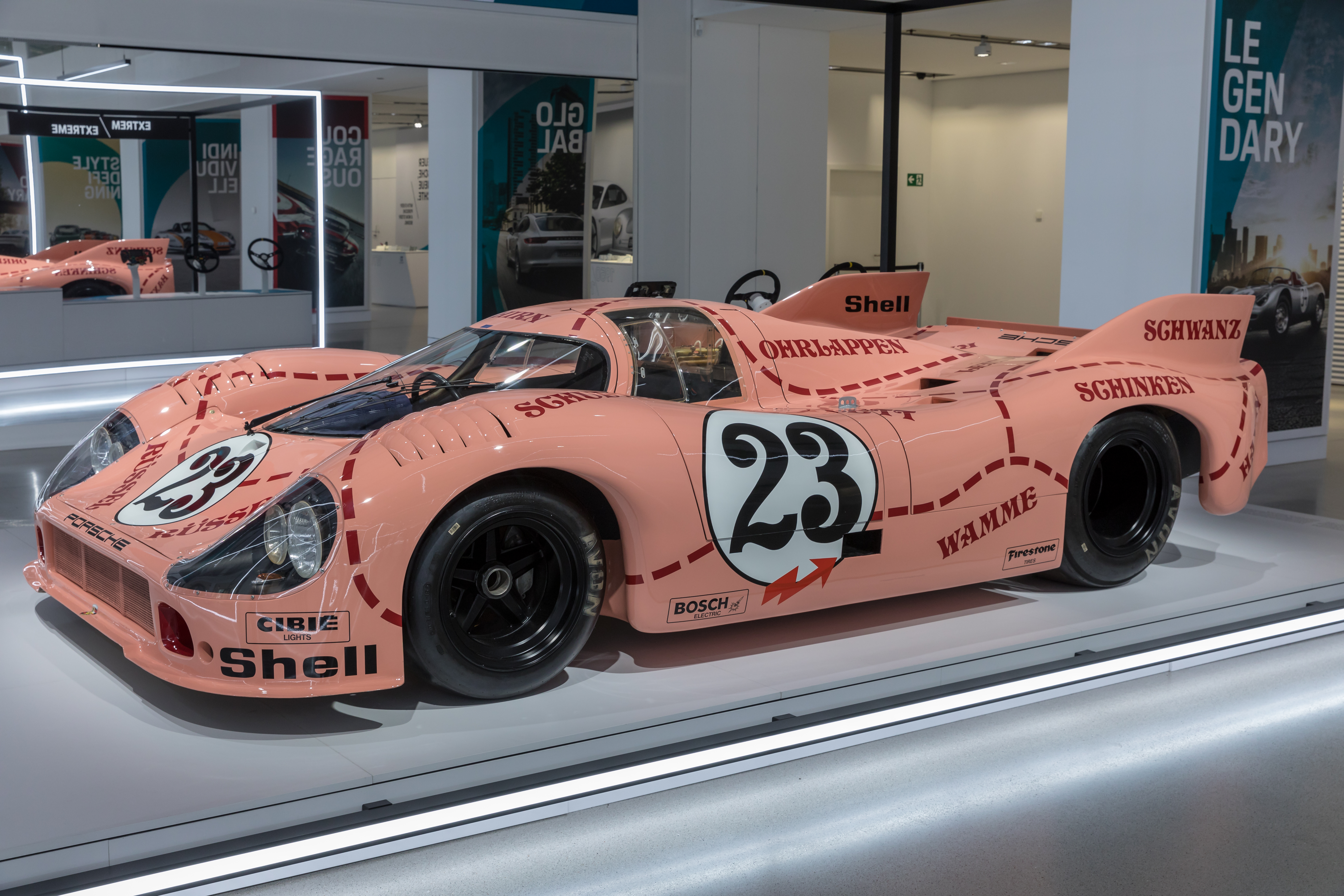
Porsche 917/20 Pink Pig ayant participé à l'édition 1971.
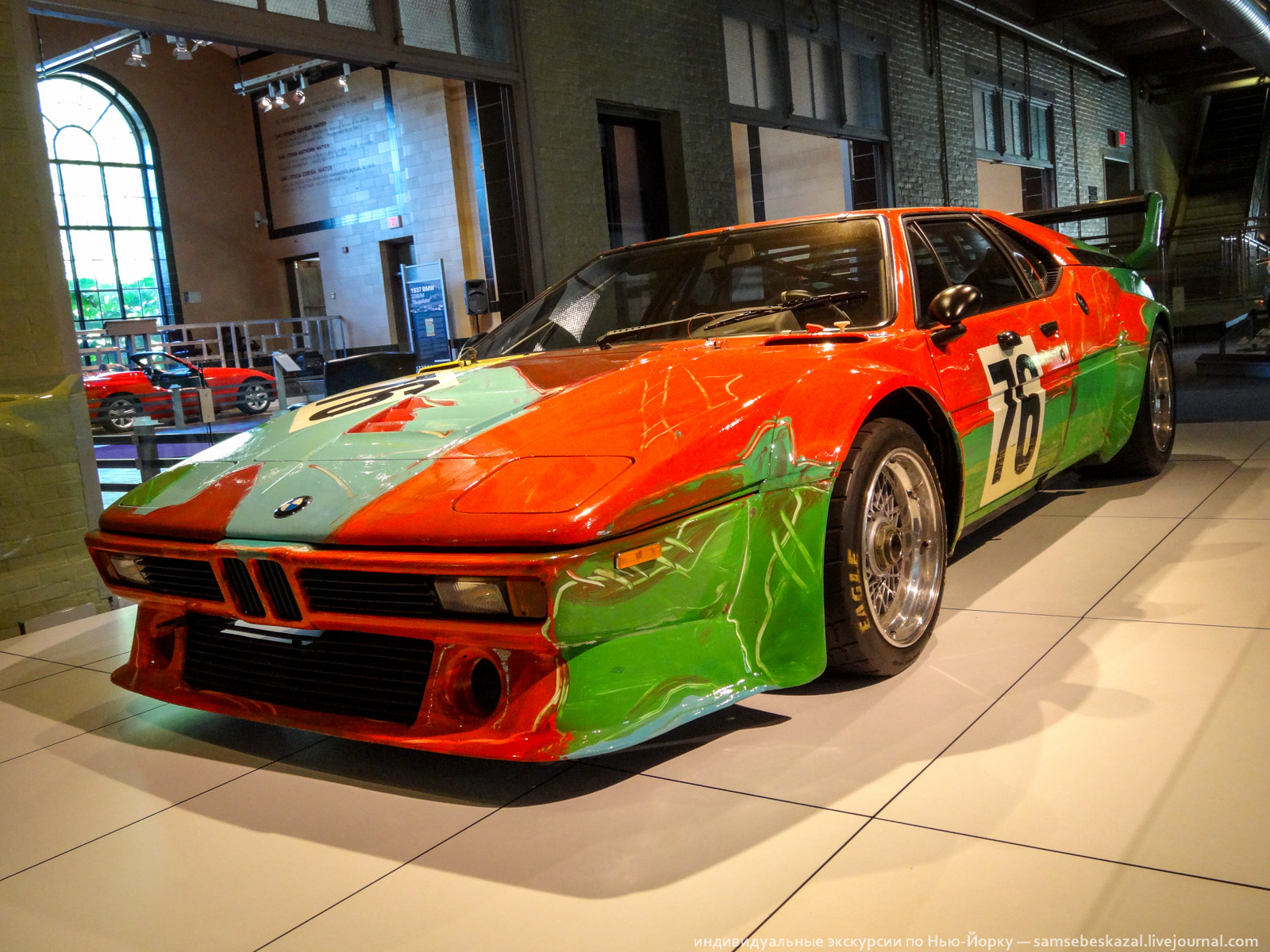
BMW M1 ayant participé à l'édition 1979.
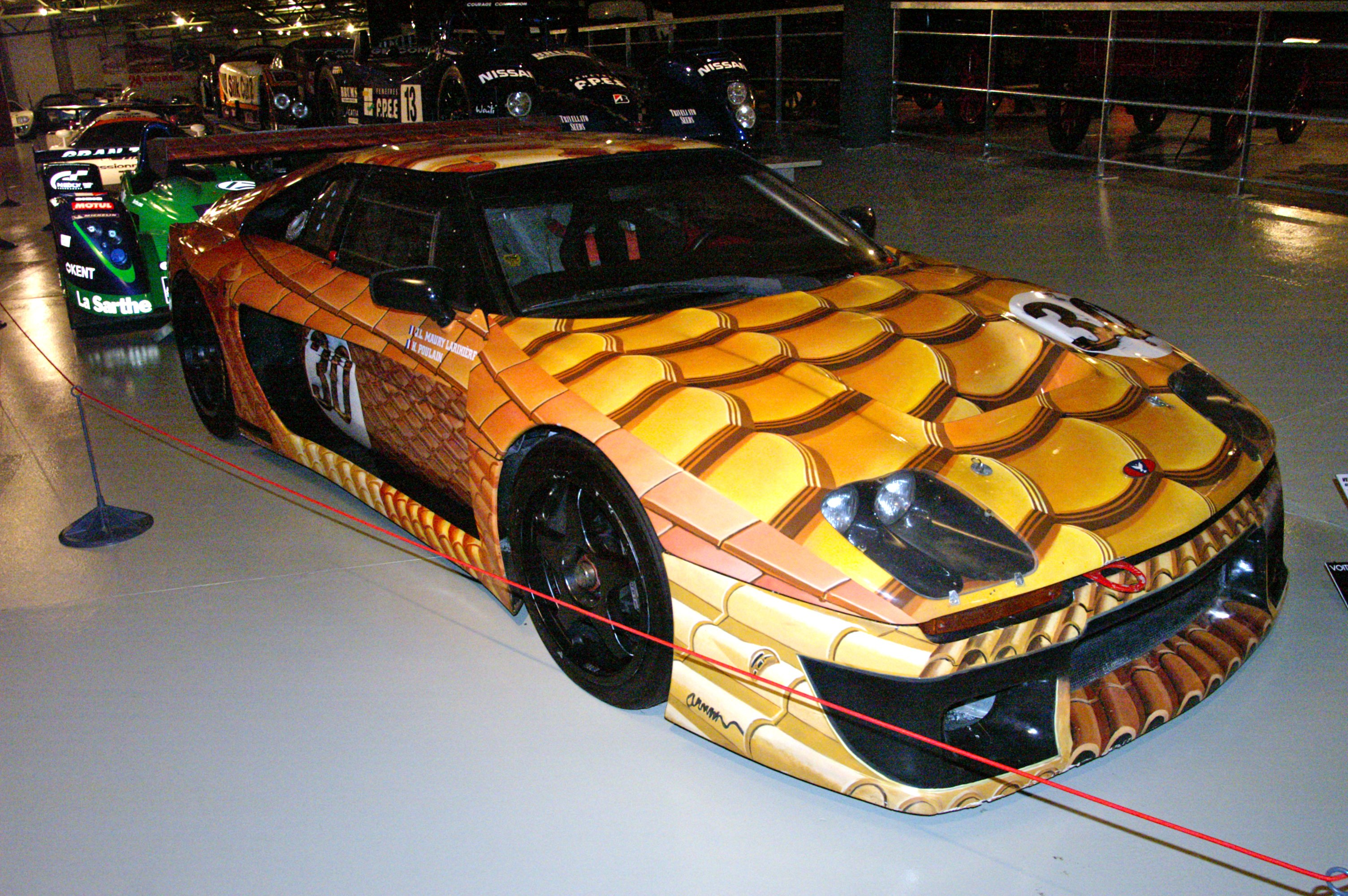
Venturi 600 LM Reptuiles ayant participé à l'édition 1994.
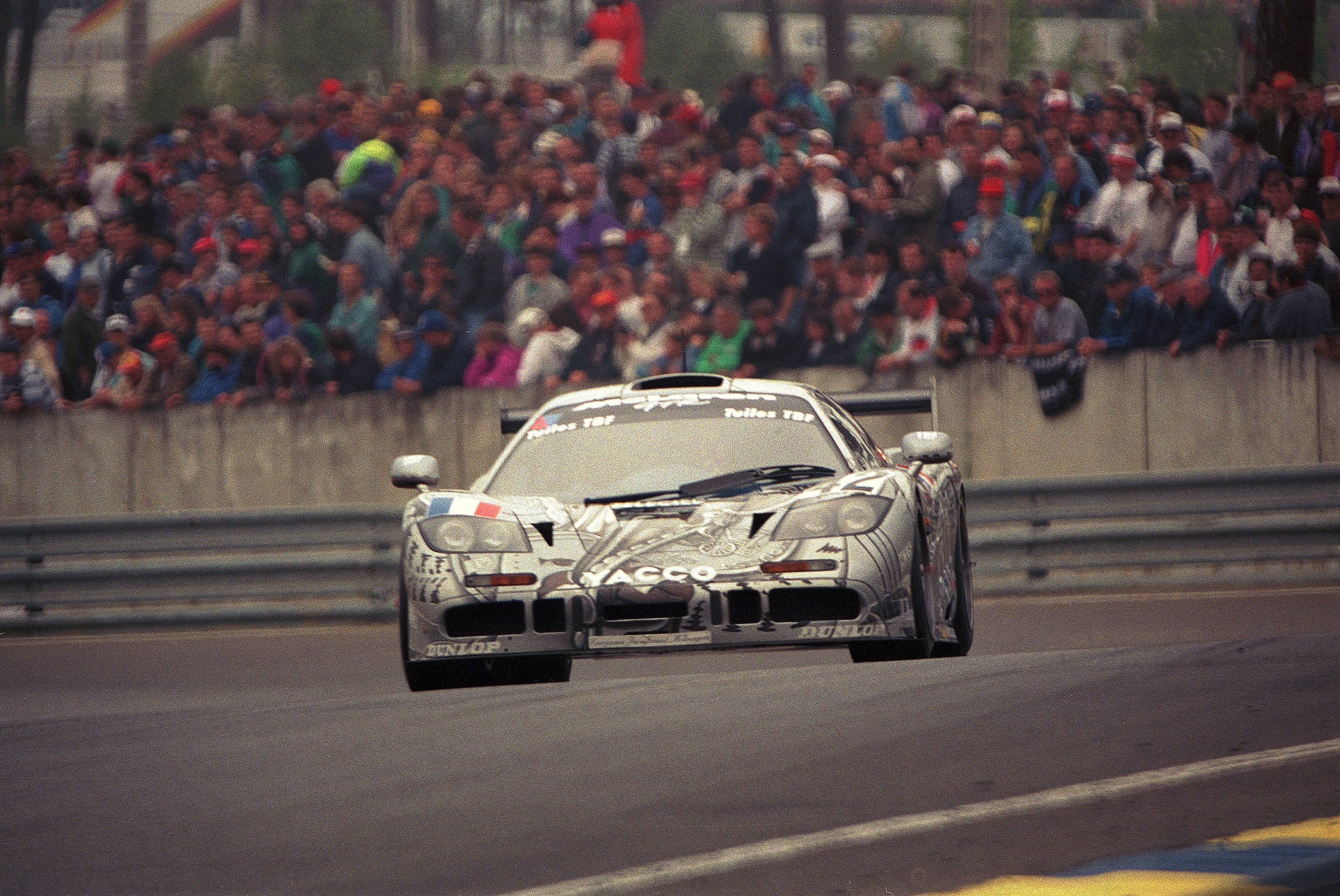
McLaren F1 GTR César aux 24 Heures du Mans 1995.
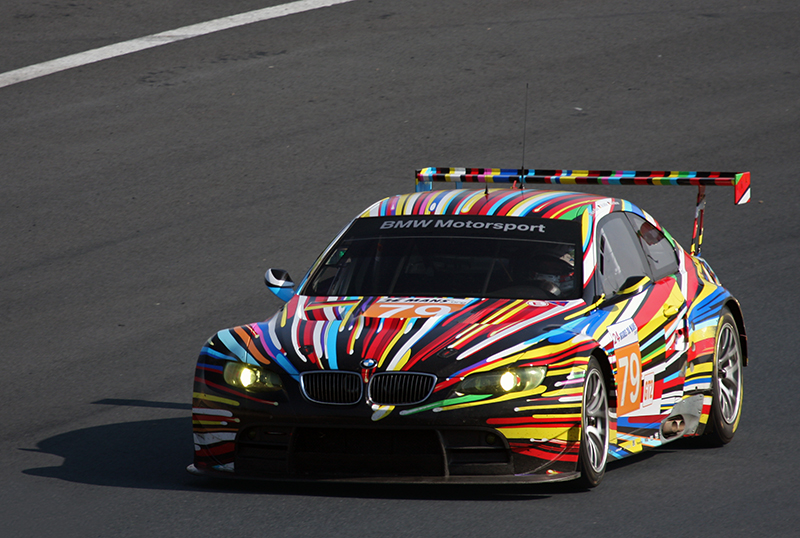
BMW M3 GT2 (E92) aux 24 Heures du Mans 2010.
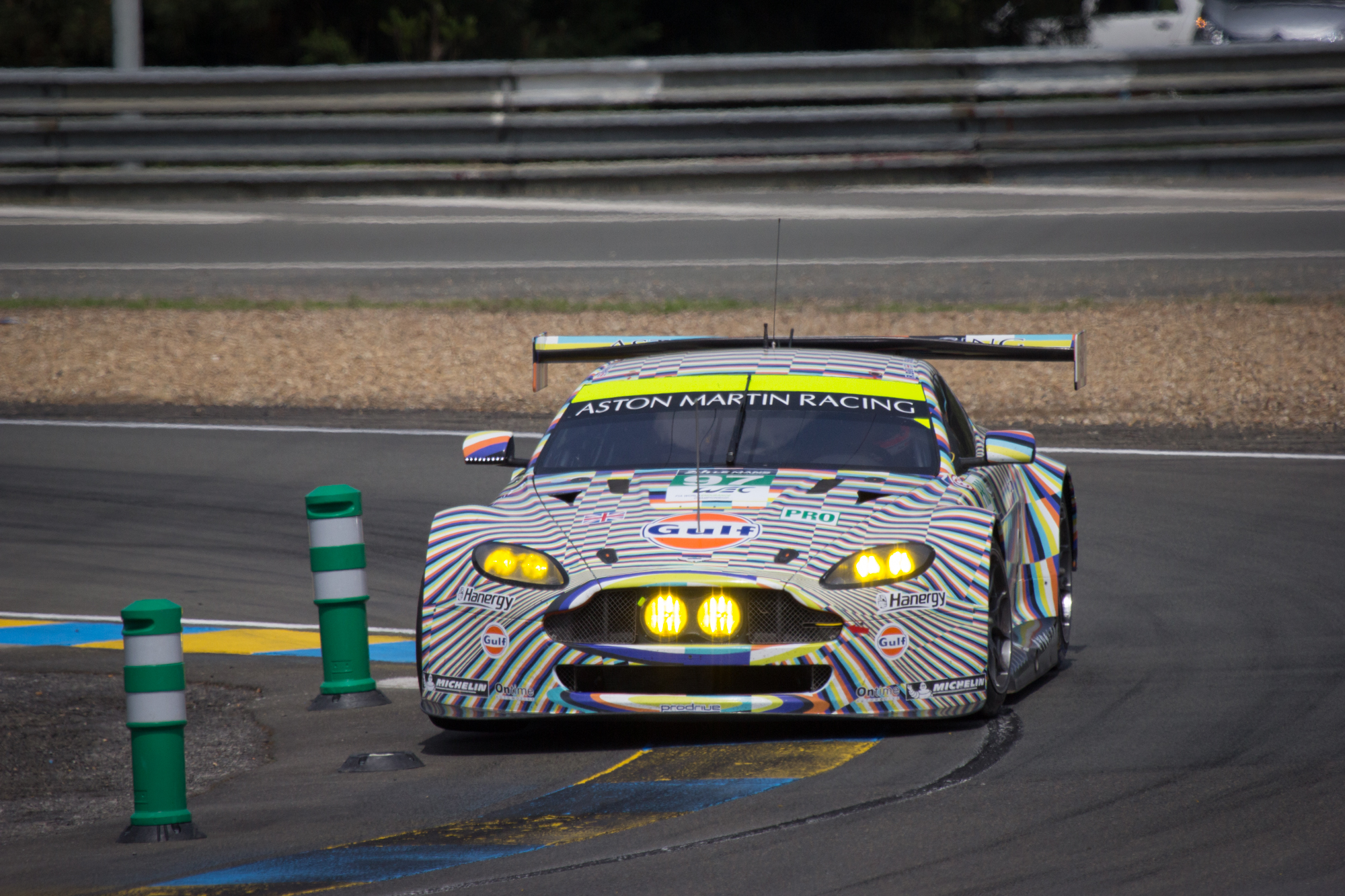
Aston Martin Vantage GTE aux 24 Heures du Mans 2015.

## Autour de la course

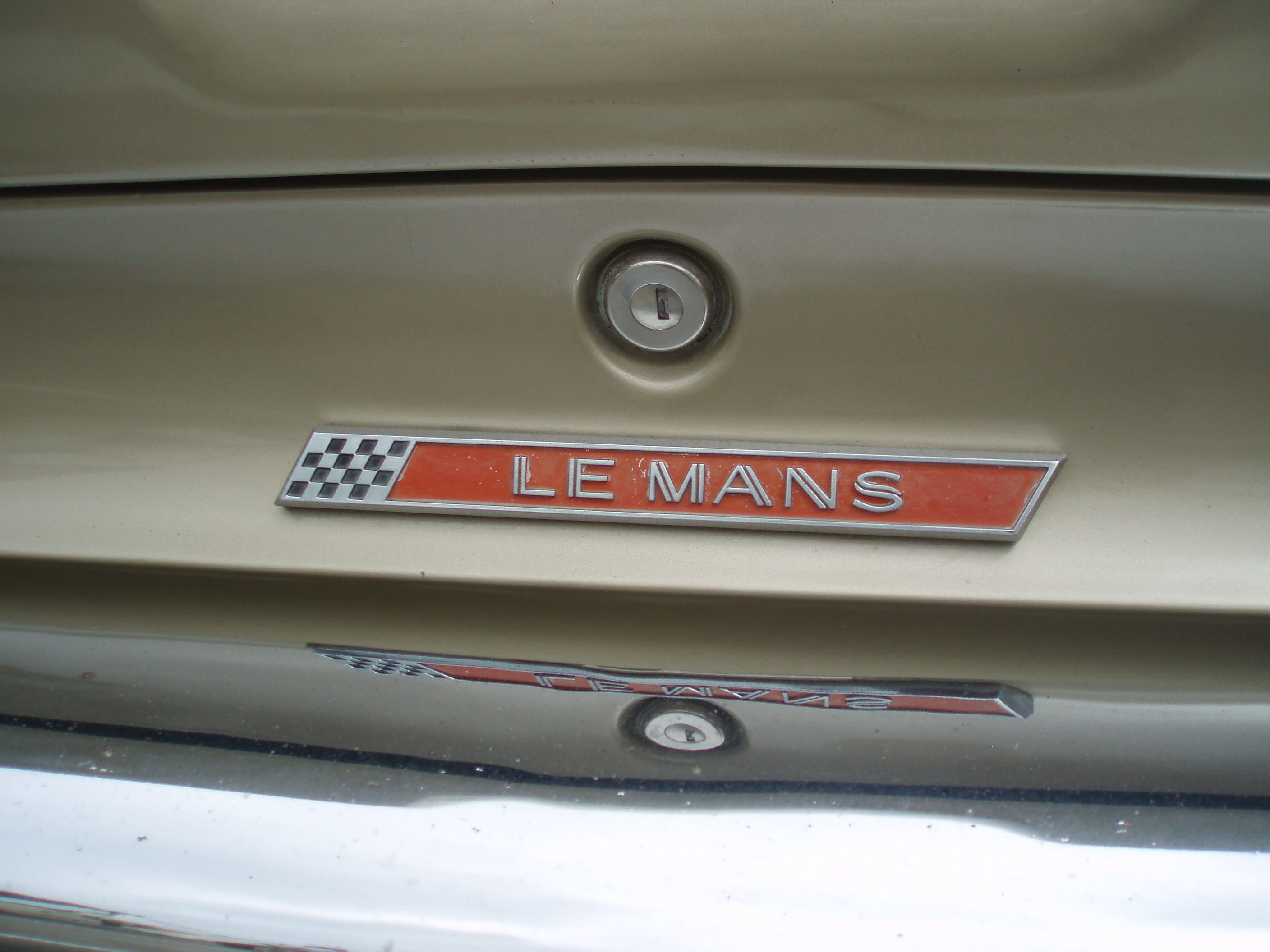
Détail de la Pontiac Tempest « LeMans » de 1962.

Il existe une parodie, les 24 Hours of LeMons (en) (« 24 Heures des citrons »), déclinée aux États-Unis, en Australie et en Nouvelle-Zélande. Un « lemon (en) » étant une voiture pleine de défauts en langage populaire anglophone.
Diverses marques automobiles ont utilisé la notoriété de la course mancelle en baptisant certains de leurs modèles « Le Mans » (ou « LeMans »), telles les premières muscle car de chez Pontiac dès 1961 avec la Tempest - LeMans, ou Daewoo Motors (une filiale coréenne de General Motors) en 1986, avec la Daewoo LeMans. Porsche également a produit une édition limitée de la 924, la « LeMans » en 1981, pour rendre hommage à la 924 GTP qui a couru aux 24 Heures en 1980, suivie en 1988 de la 924 S Le Mans pour célébrer la 12e victoire de Porsche au Mans. On peut citer aussi Peugeot avec des séries très limitées sur les modèles 106, 205, 306 et 405 au début des années 1990 à la suite de la victoire du constructeur avec la 905. D'autres ont attribué l'abréviation « LM » (pour « Le Mans ») à des modèles sportifs, comme Ferrari avec sa 250 LM (une déclinaison Grand Tourisme du modèle de compétition Ferrari 250 P). Enfin, pour célébrer le centenaire des 24 Heures du Mans, Porsche et Alpine ont sorti respectivement en 2023 la 911 Carrera GTS Le Mans Centenaire Edition et l'A110 R Le Mans. 

## Empreinte environnementale
En 2019, le premier bilan carbone des 24 Heures du Mans s'élevait à 36 887 tonnes équivalent de CO2,,. À titre de comparaison, cela représente un impact environ six fois moins important qu'un Tour de France cycliste. Contrairement aux idées reçues, le carburant et les pneus ne représentent qu'une infime partie des émissions de CO2, soit moins de 1,5 % alors que les spectateurs sont responsables de près de 65 % de l'empreinte carbone des 24 Heures, à travers le transport et la consommation. Selon certains, il faudrait aussi prendre en compte l'effet marketing de l'évènement, c'est à dire l'impact sur les ventes supplémentaires de certains types d'automobiles, mais cela est difficilement quantifiable.
Les organisateurs de l'événement visent la neutralité carbone à l'horizon 2030 et misent pour cela sur plusieurs actions, notamment à travers la réduction des émissions directes et la compensation carbone.

## Galerie

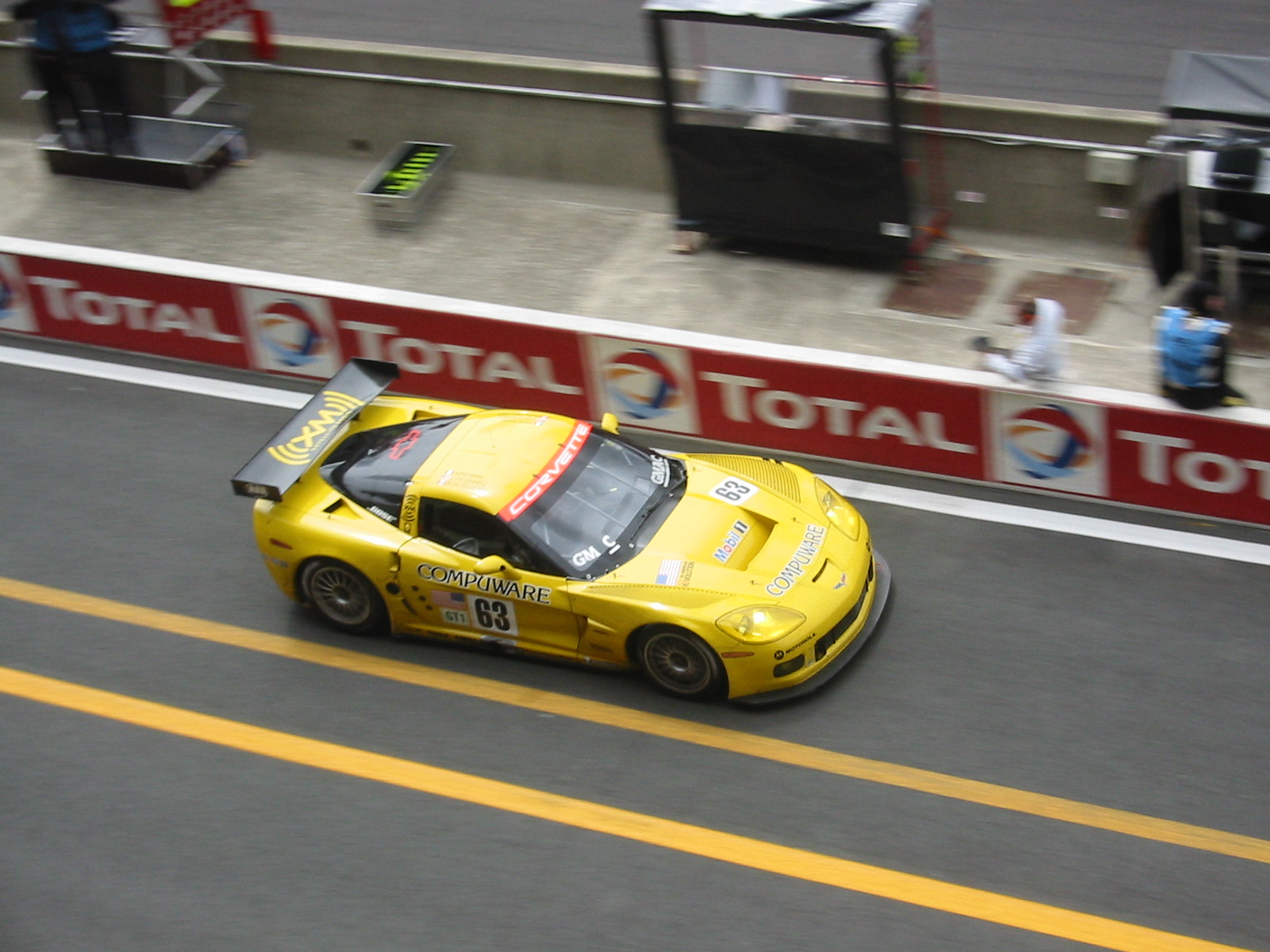
Chevrolet Corvette C6.R, essais préliminaires, 2005.
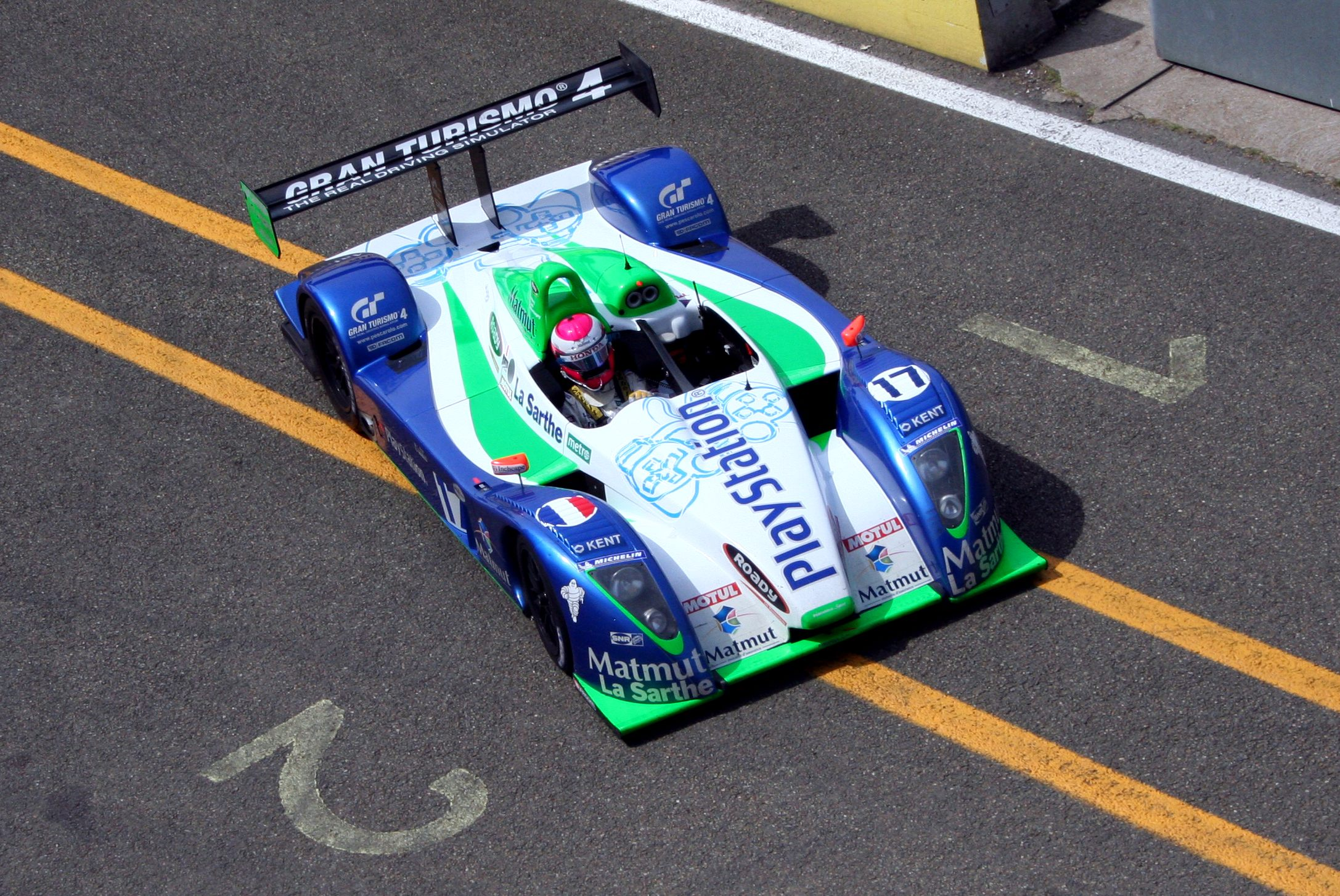
Pescarolo-Judd, essais préliminaires, 2006.
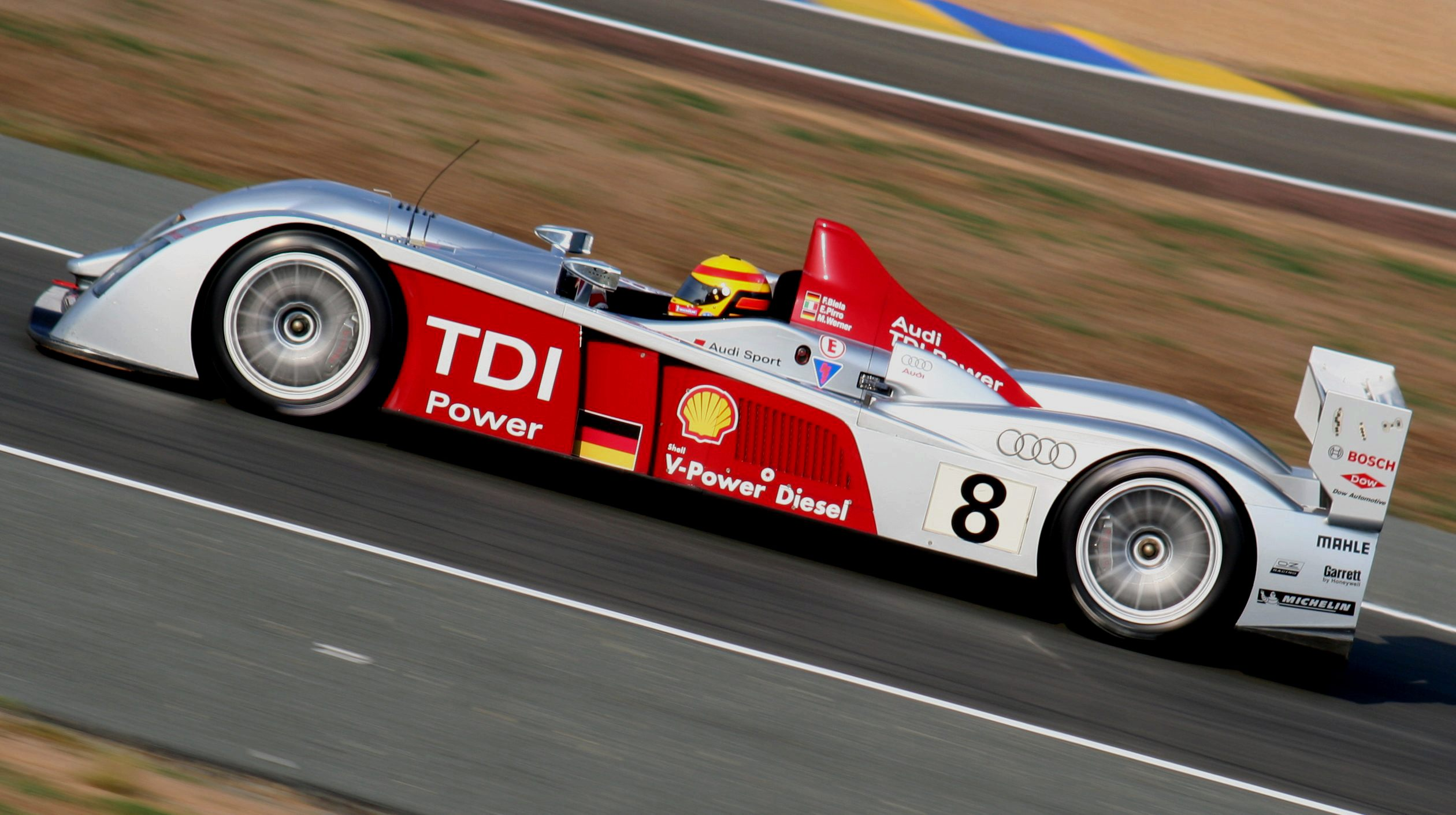
Audi R10, essais qualificatifs, 2006.
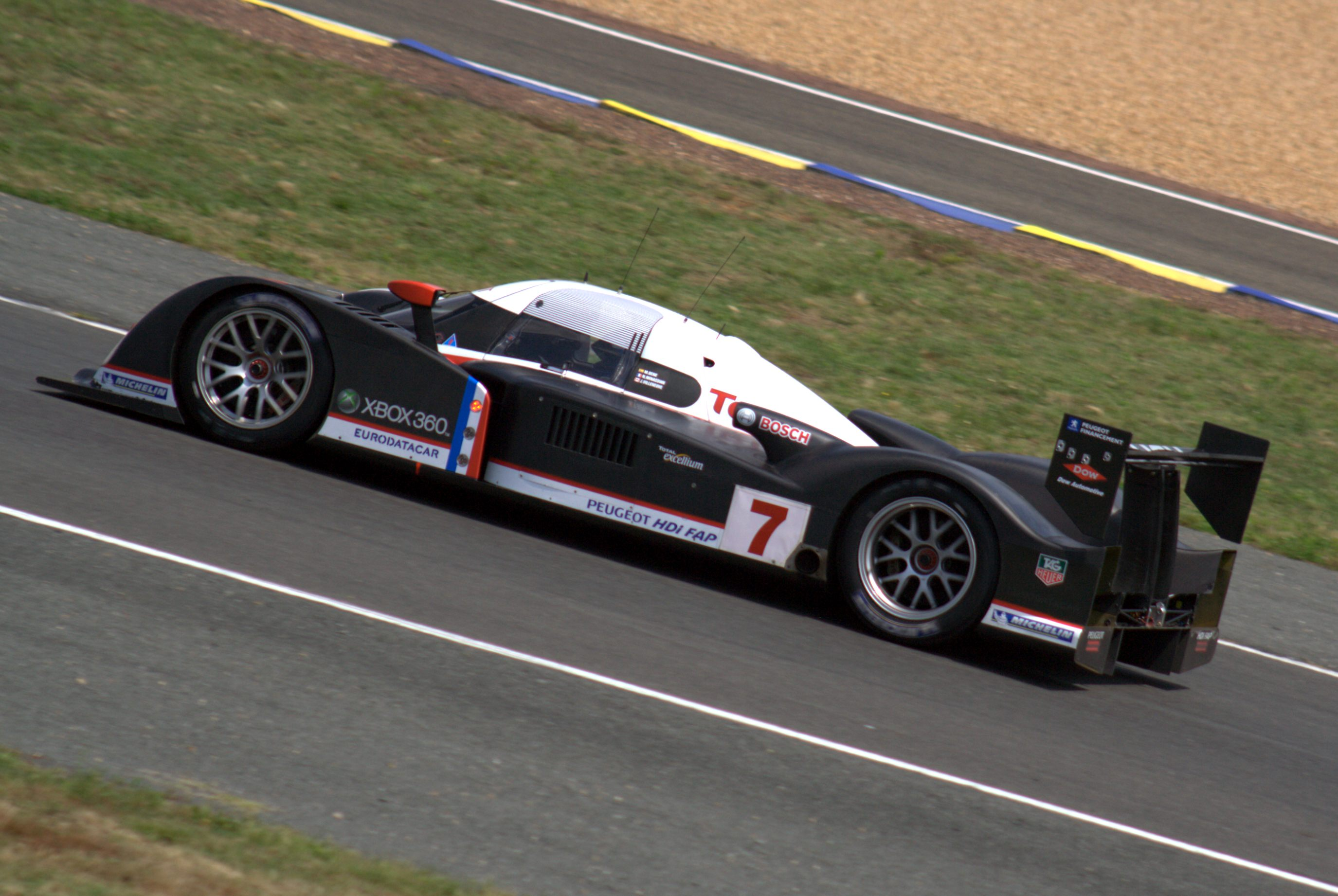
Peugeot 908, essais préliminaires, 2007.
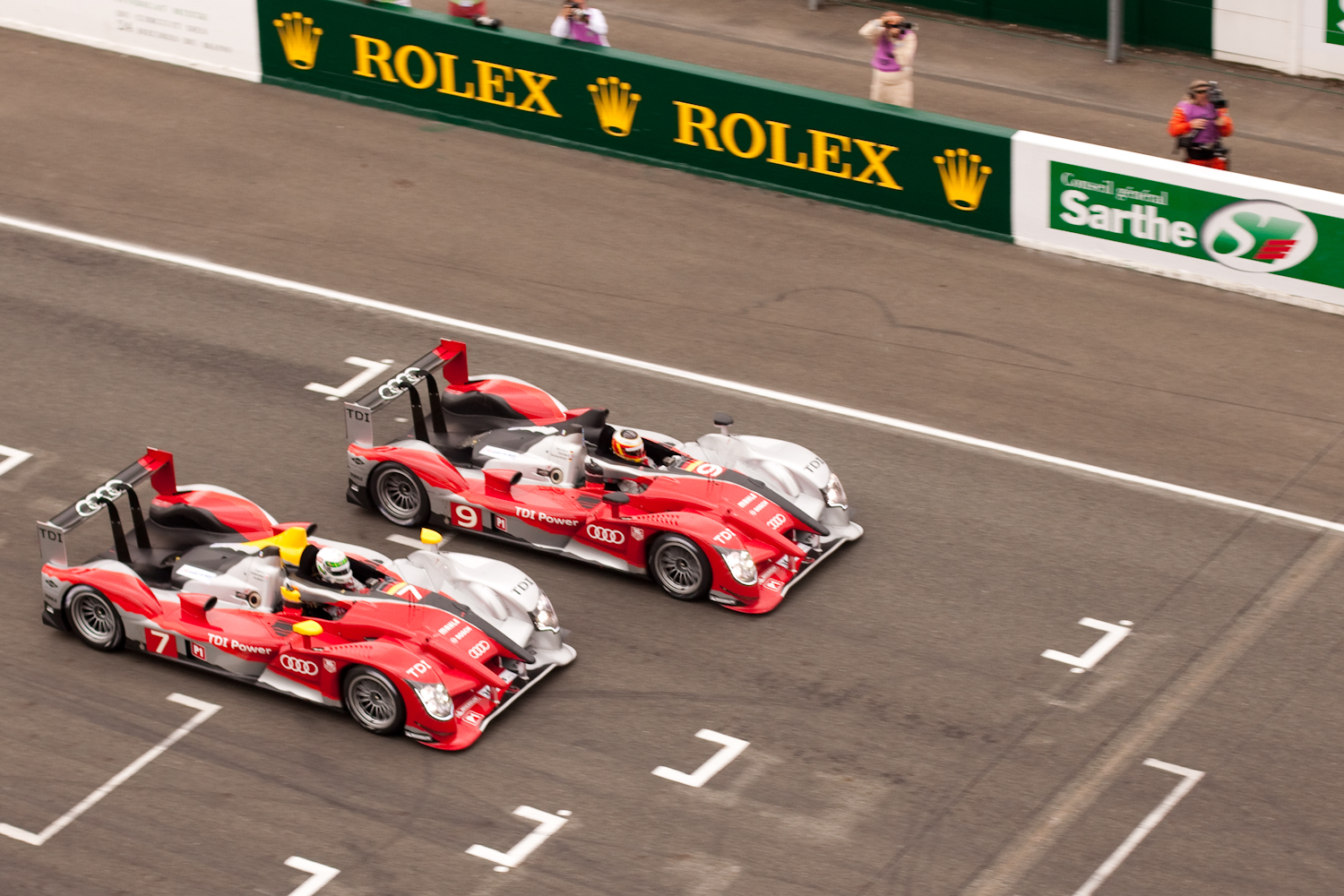
Audi R15 TDI, voiture no 9 vainqueure en 2010.
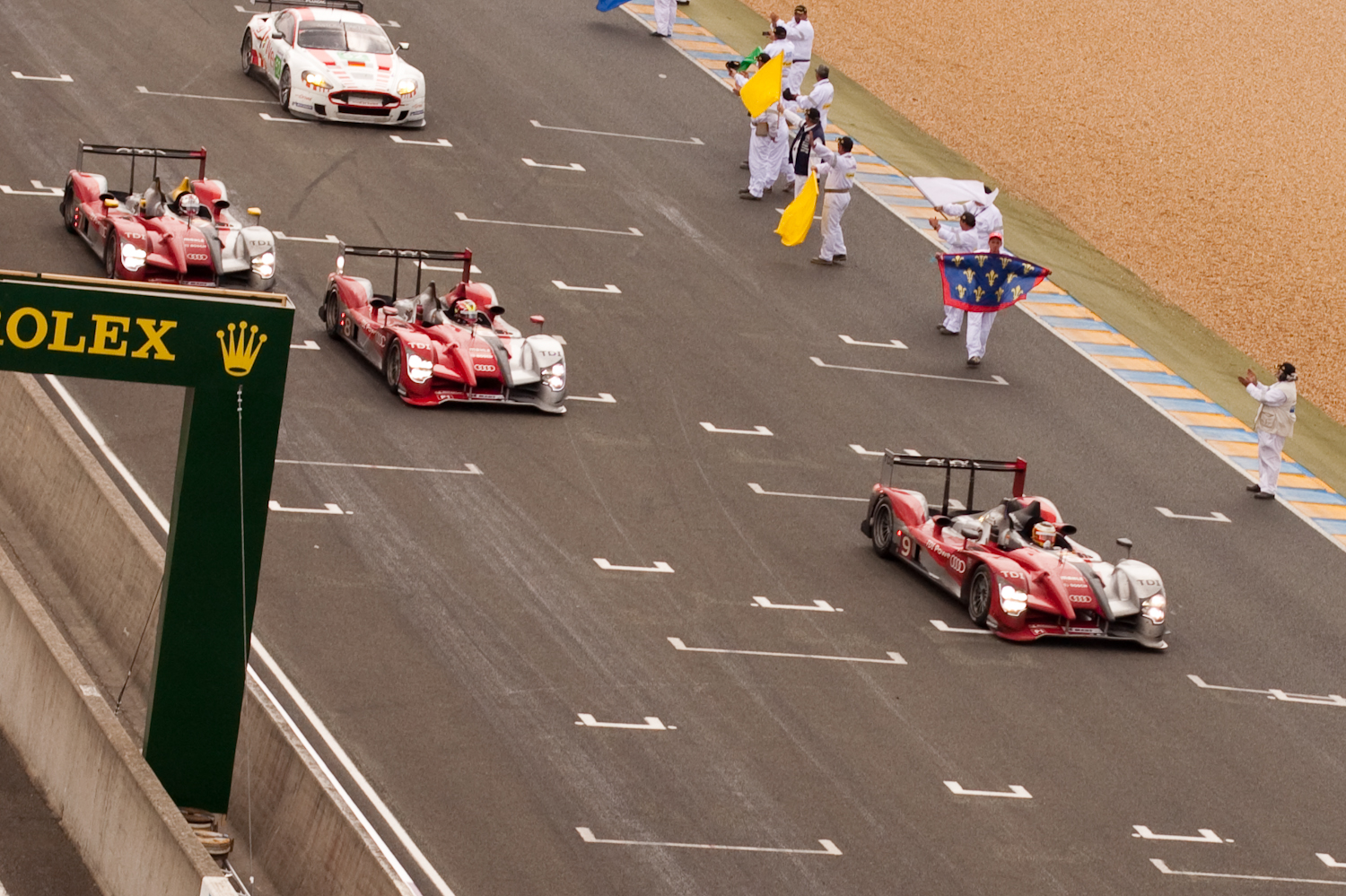
Triplé Audi juste avant la ligne d'arrivée, 24 Heures 2010.
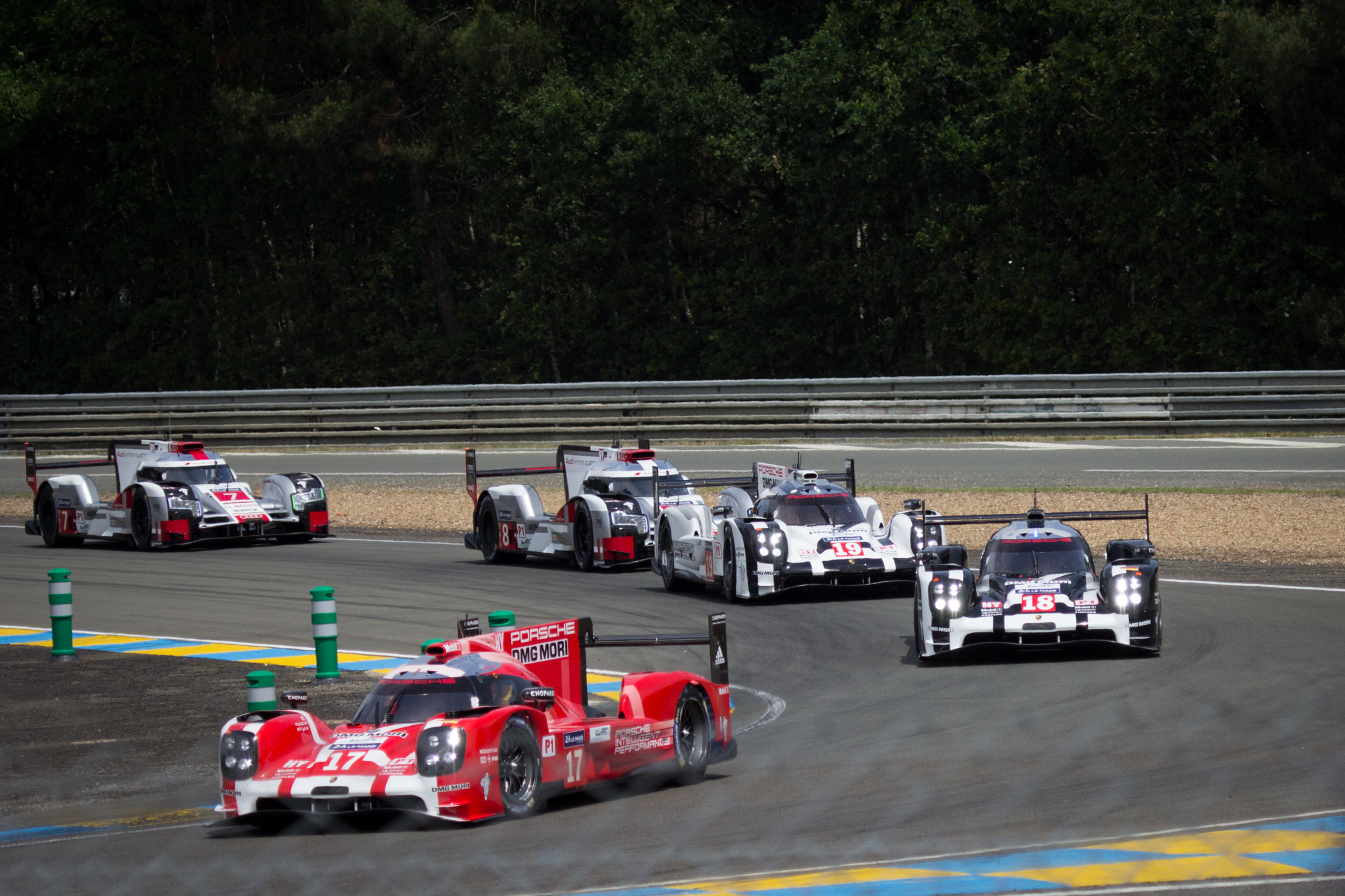
Trois Porsche et deux Audi aux 24 Heures 2015.